# Sint-Martinusbasiliek (Venlo)
De Sint-Martinusbasiliek, tot 2018 aangeduid als Grote Kerk of Sint-Martinuskerk, is een gotisch kerkgebouw aan de Grote Kerkstraat in het centrum van de Nederlandse stad Venlo. Het grondplan van de driebeukige hallenkerk kwam tot stand tussen 1410 en 1610. De kerktoren dateert uit de jaren 1950 en is met zijn koperen spits en uivormige bekroning een herkenningsteken in de stad. De Sint-Martinuskerk is de dekenaatskerk van het rooms-katholieke dekenaat Venlo. De patroonheilige van de kerk is Martinus van Tours. Sinds 2018 is de kerk een basilica minor.

## Geschiedenis

### Bouwgeschiedenis en gebruik
Een romaanse voorganger van de huidige kerk werd waarschijnlijk na het jaar 1000 gebouwd op de plek waar eerder een zaalkerkje had gestaan. De kerk wordt genoemd in een aflaatbrief uit 1297.
Vanaf circa 1410 werd begonnen met de bouw van de gotische kerk. Waarschijnlijk bleef de toren van de romaanse kerk bewaard. De bouwgeschiedenis van de kerk wekt de suggestie dat het oorspronkelijk de bedoeling was een kruisbasiliek te bouwen, zoals te zien is op de plattegrond hiernaast. Daartegen pleit dat de noordbeuk vanaf den beginne even hoog werd opgetrokken als de middenbeuk. Bouwmeesters gedurende de eerste bouwfase waren meester Dries (vanaf 1411) en meester Gerard (vanaf 1419). Op 13 november 1430 werd het nieuwe gebedshuis ingewijd door de wijbisschop van Luik. Omstreeks dezelfde tijd (1419-1444) werd ten westen van de kerktoren de zogenaamde Stadstoren van Venlo gebouwd, een zeer zware en 90 m hoge uitkijk- en verdedigingstoren, die niet direct met de kerk verbonden was. De oude kerktoren van de Sint-Martinuskerk stond letterlijk in de schaduw van de nieuwe Stadstoren.
In 1438 vond een tweede bouwfase plaats en in 1458 een derde, waarbij de huidige hallenkerk met drie koren ontstond. Kort na 1500 werd het transept aan de zuidzijde uitgebreid met een laatgotische doopkapel. Ten oosten daarvan verrees een sacristie. Aan de westzijde werd een eeuw later, in 1610-1611, de zuidbeuk verlengd en verbreed. De zware zuidoostelijke hoekpijler van de Stadstoren werd daarbij opgenomen in de kerk.
Bij de zware aardbeving van 1532 stortte de Stadstoren grotendeels in, waarna de torenstomp ruim twee eeuwen lang bleef staan. In 1766-1774 werd het torenrestant afgebroken, op de zuidoostelijke hoekpijler na, die tot op heden als onderdeel van de kerk bewaard is gebleven. In 1776 werd de achterliggende romaanse kerktoren met een geleding verhoogd van 27 tot 49 meter. De toren werd gedekt door een tentdak met een bekroning in de vorm van een lantaarn met een uivormige koepel.
De kerk was tot in de negentiende eeuw de enige parochiekerk van Venlo. Van 1261 tot 1829 werd de kerk, met een korte onderbreking, bediend door de 'witte paters', norbertijner priesters, die werden benoemd door de Abdij van Averbode. In de parochie waren diverse broederschappen actief. De oudste daarvan was de Broederschap van het Allerheiligst Sacrament des Altaars, die in 1298 kerkelijk werd goedgekeurd en een eigen kapel in de Sint-Martinuskerk had. De Sint-Martinuskerk is nooit kapittelkerk geweest; wel was er een broederschap die zich toelegde op het zingen van de getijden. Na de inname van Venlo door Frederik Hendrik veranderde er, anders dan in Roermond en Maastricht, voor de Venlose katholieken weinig. Ze konden gebruik blijven maken van hun parochiekerk, terwijl de protestanten werden afgescheept (in hun ogen) met de veel kleinere kapel van het Sint-Jorisgasthuis.
In 1793 werd de bisschop van Roermond Filips Damiaan Lodewijk van Hoensbroeck (1724-1793) begraven in een ongemarkeerd graf in de Sint-Martinuskerk. Een sluitende verklaring voor deze niet voor de hand liggende keuze is tot op heden niet gevonden. In de herfst van 2018 werd het graf geopend voor archeologisch onderzoek. Op 15 augustus 2019 werd de resten van de bisschop na een pontificale requiemmis herbegraven.

### Restauratie en oorlogsschade

Basiliekwapen

In 1879 werd het kerkgebouw onder leiding van de Roermondse architect Pierre Cuypers gerestaureerd in neogotische stijl. De verbouwing nam ongeveer drie jaar in beslag. De belangrijkste veranderingen waren de gedeeltelijke herbouw van de toren (1879) en de toevoeging van een rijkversierd westportaal tussen de twee bewaard gebleven hoekpijlers van de Stadstoren (1881). De oude toren werd fors verhoogd (naar 59 meter), en werd voorzien van een imposante torenspits met pinakels, vier arkeltorentjes en vier rijk gedecoreerde dakkapellen met wijzerplaten. De neogotische ingangspartij had een eigen, achtkantig torentje met naaldspits en was verder versierd met pinakels, kruisbloemen, blind maaswerk en een accoladeboogvormig reliëf van Sint-Martinus en de bedelaar.
Tijdens een van de vele bombardementen op Venlo raakte de kerk in november 1944 zwaar beschadigd. De grotendeels houten torenspits van Cuypers brandde af en viel op de gewelven van de kerk die daardoor instortten. Bijna een jaar later, tijdens een storm in oktober 1945, stortte de instabiel geworden toren in, waarbij ook de neogotische ingangspartij van Cuypers onherstelbaar werd beschadigd.

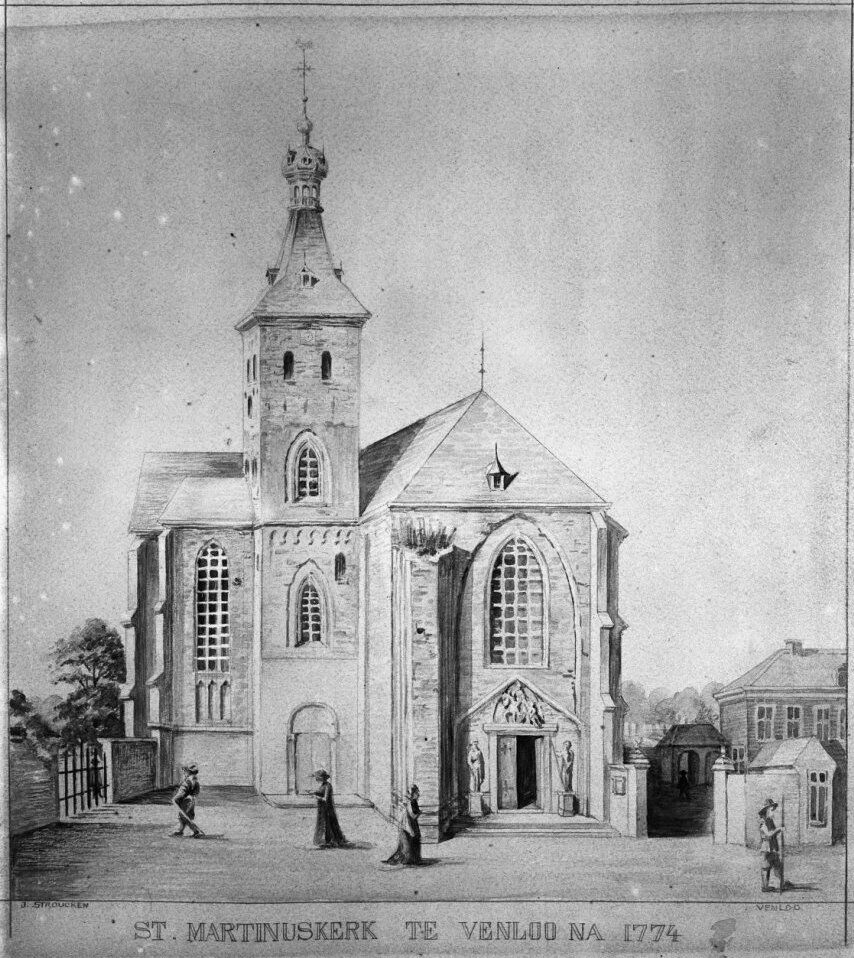
De kerk met een veel te smal getekende toren na 1774
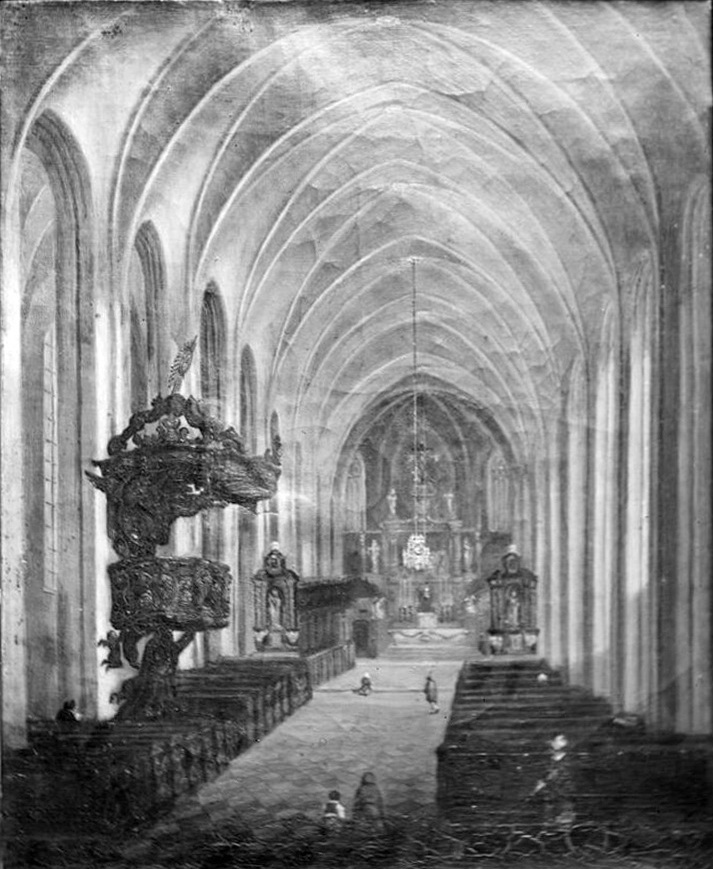
Barok interieur, ca. 1800?
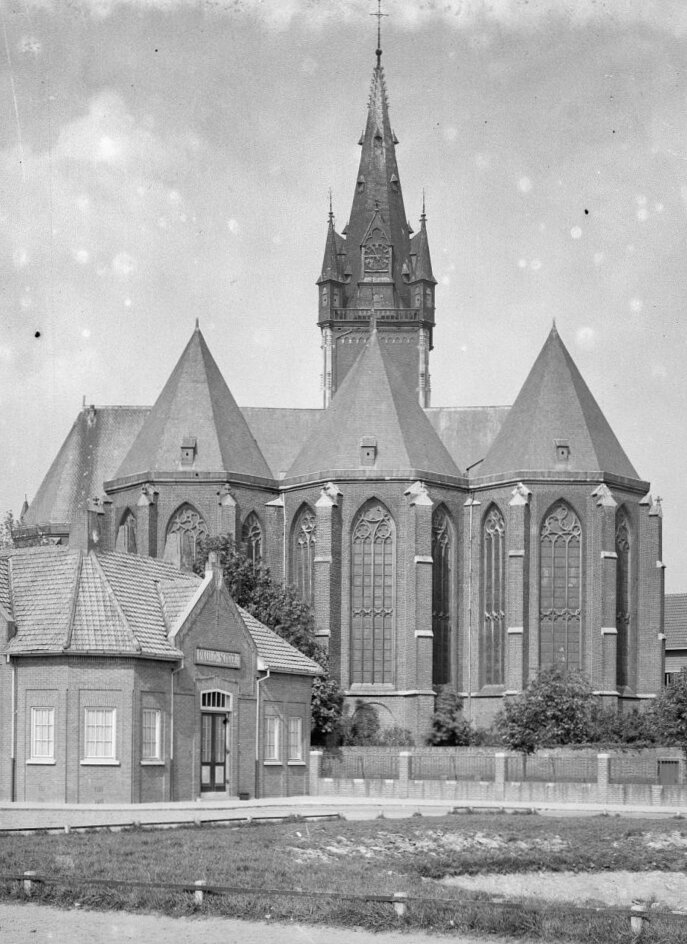
Koorzijde kerk in 1926
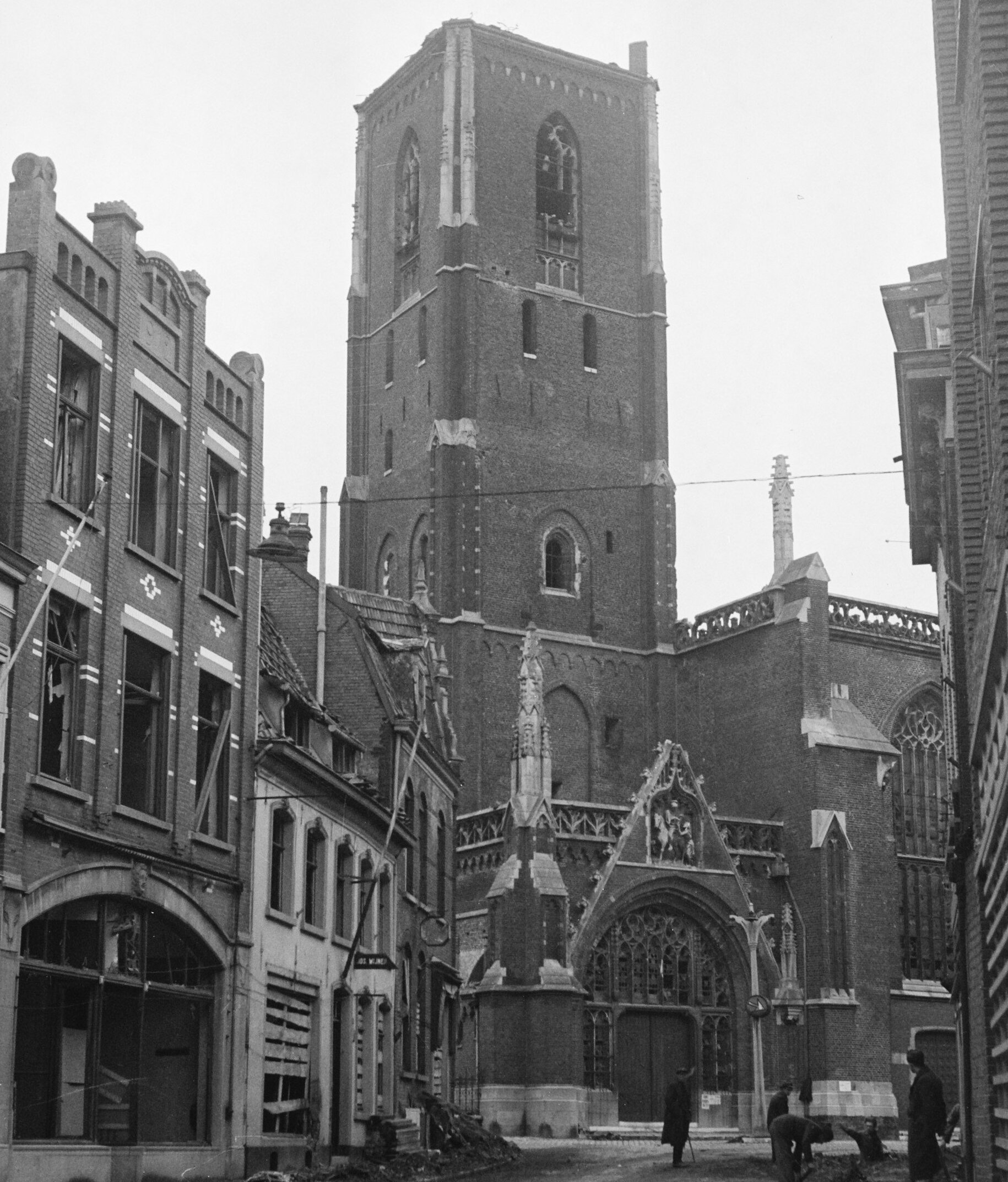
Toren in maart 1945

### Herstel en verheffing tot basiliek
Na 1945 werd de kerk in volle glorie hersteld. In 1953 kwam de nieuwe toren gereed, die door Jules Kayser was ontworpen, en waarin later een carillon werd geïnstalleerd. De nieuwe toren, die enige meters westelijker werd herbouwd, deed in geen enkel opzicht denken aan de neogotische Cuyperstoren. Wel kreeg de toren een uivormige koepel die verwijst naar de middeleeuwse voorganger. De neogotische ingangspartij, die in 1945 verloren was gegaan, werd evenmin herbouwd. Wie de kerk goed bekijkt kan aan de straatzijde van de zuiderbeuk nog enkele restanten terugvinden van de Cuypersrestauratie van 1879.
Op 24 december 2018 werd bekend dat door de Congregatie voor de Goddelijke Eredienst en de Regeling van de Sacramenten namens paus Franciscus de eretitel van basilica minor was toegekend aan de Sint-Martinuskerk. De verheffing tot basiliek vond plaats in een proclamatieviering op 28 april 2019, waarin mgr. Harrie Smeets, bisschop van Roermond, voorging. Tegelijk werd het wapen van de basiliek en de wapenspreuk gepresenteerd: Deduc nos Domine in via tua (Leid ons Heer op Uw weg).

## Architectuur

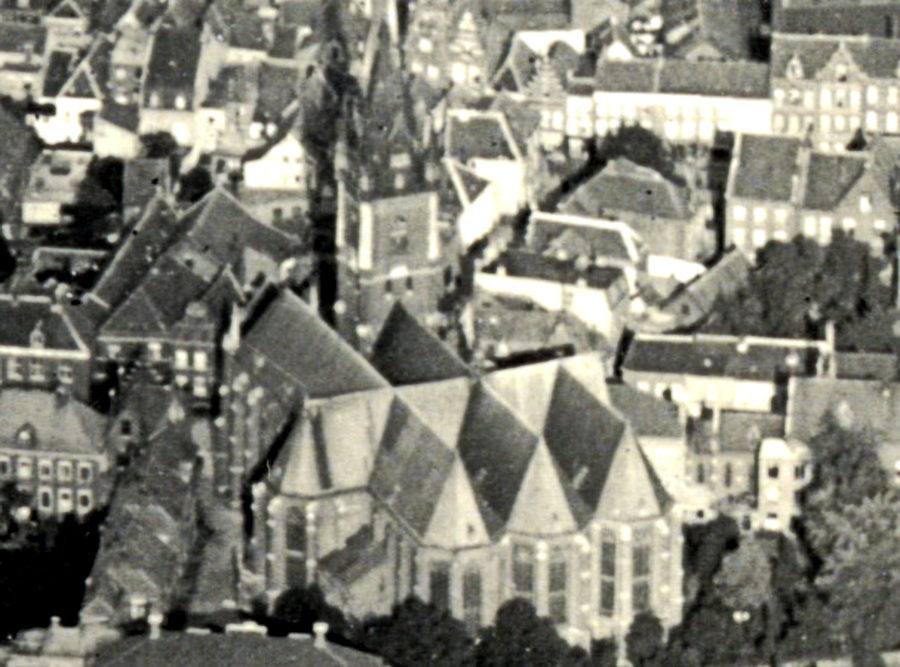
De kerk op een vooroorlogse luchtfoto. De plattegrond is onveranderd gebleven met toren, driebeukig schip (met lage noordbeuk), drievoudig koor en dwarsschip met doopkapel

De Sint-Martinusbasiliek heeft een bijzondere plattegrond. Het betreft een drieschepige hallenkerk, waarvan de zuidbeuk iets langer is en de noordbeuk aan de westzijde smaller en tevens lager is. De drie beuken eindigen elk aan de oostzijde in een koor en apsis. De drie beuken worden ongeveer halverwege doorsneden door een transept, dat in het interieur nauwelijks als zodanig herkenbaar is. Aan de noordzijde markeert het dwarsschip het punt waar de noordbeuk zich versmalt; aan de zuidzijde bevindt zich een kapel, die als doopkapel dienst doet. Aan de westzijde van het middenschip staat de vierkante kerktoren.

### Exterieur
De gotische hallenkerk is geheel in baksteen opgetrokken en met leien gedekt. Tussen de spitsboogvensters bevinden zich steunberen; luchtbogen ontbreken. Alleen vanaf de oostzijde (en vanuit de lucht) is de kerk te herkennen als driebeukige hallenkerk. Hier rijzen de drie drievoudig gesloten apsides tot gelijke hoogte op. Het middenkoor is iets ouder (ca. 1411-1430) dan het noordkoor (1438) en het zuidkoor (1458). Op de kruising van middenschip en transept staat een dakruiter. Aan de westzijde domineert de toren van architect Jules Kayser, die in 1951-1953 in de sobere stijl van de Delftse School is gebouwd. De vierkante toren telt drie geledingen. Boven de ingang in de toren is een hardstenen reliëf aangebracht van Charles Vos uit circa 1953. Het bevat een voorstelling van Sint-Martinus te paard, die zijn mantel deelt met een bedelaar. Zowel het tentdak en de uivormige bekroning van de kerktoren als de spits van de dakruiter zijn bekleed met koper. Het carillon in de toren van de firma Petit & Fritsen telt 53 klokken en behoort daarmee tot de grootste in Europa. Aan de noordzijde van de toren bevindt zich een hardstenen poort uit 1777 in Lodewijk XV-stijl, afkomstig van het voormalige Kruisherenklooster. In de nabijheid daarvan staat een kalkstenen grafzuil uit circa 1500 en twee 17e-eeuwse grafkruisen.

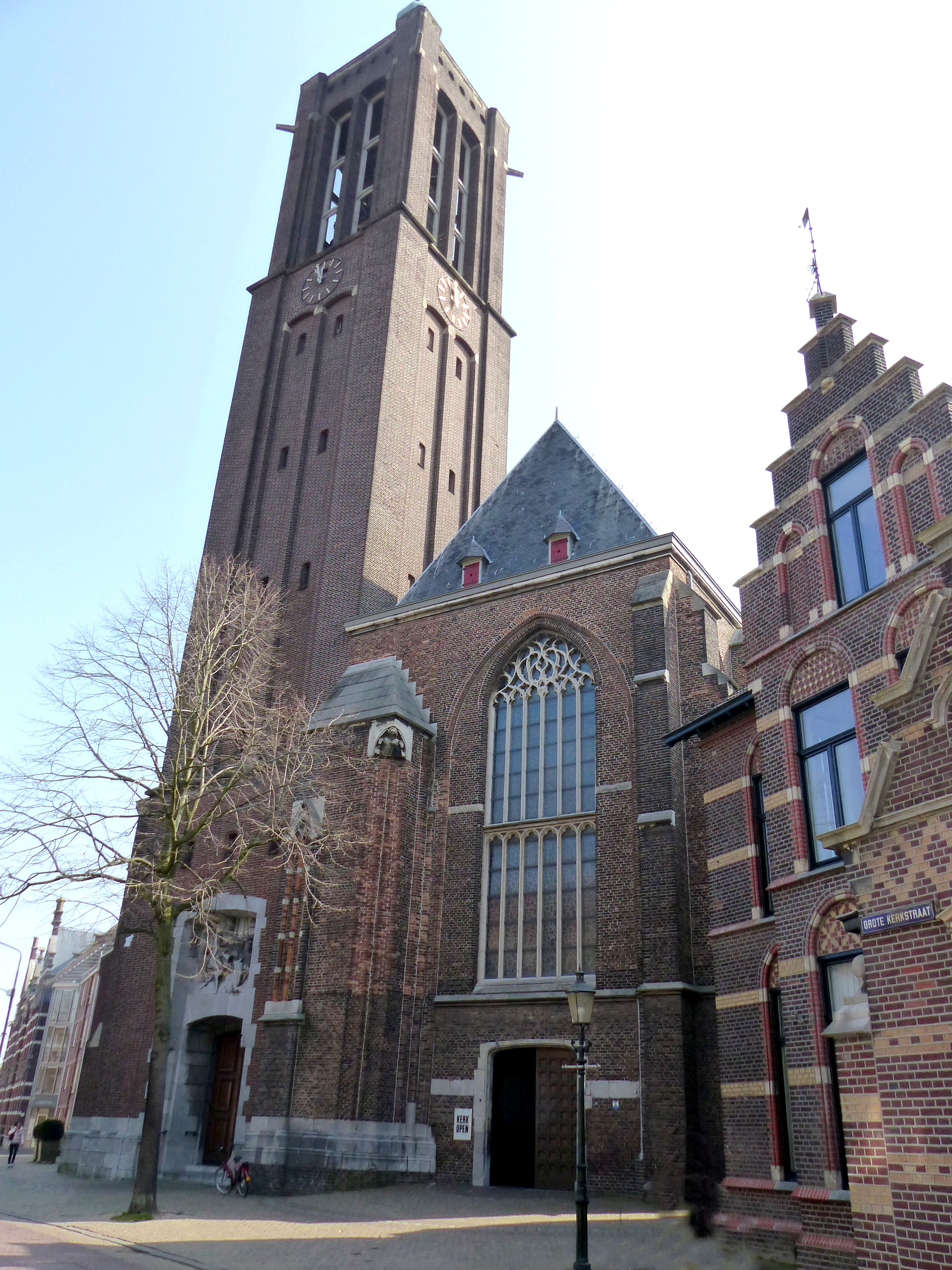
Kerktoren en westgevel met entrees
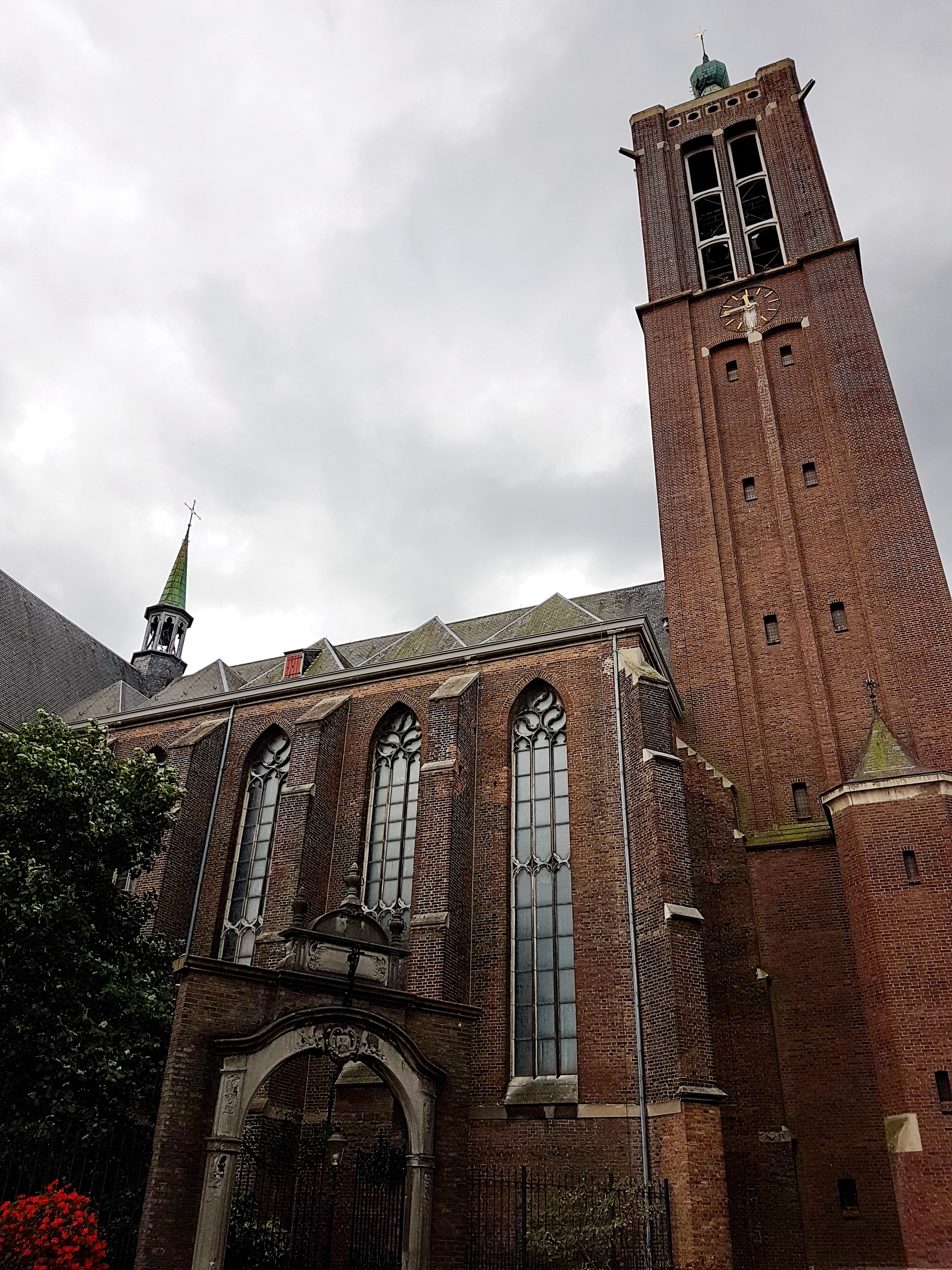
Noordgevel, toren en barok poortje
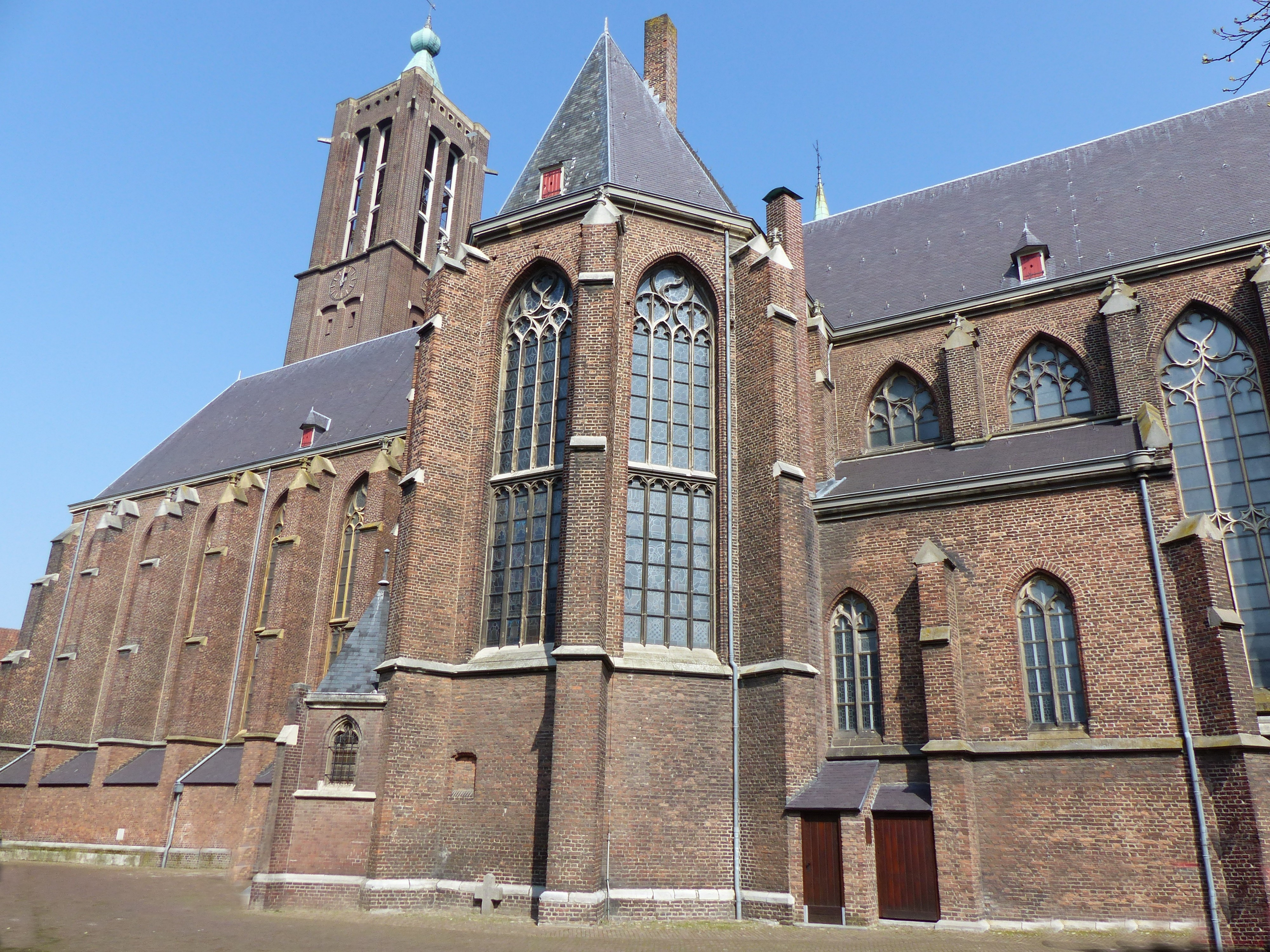
Zuidgevels en doopkapel
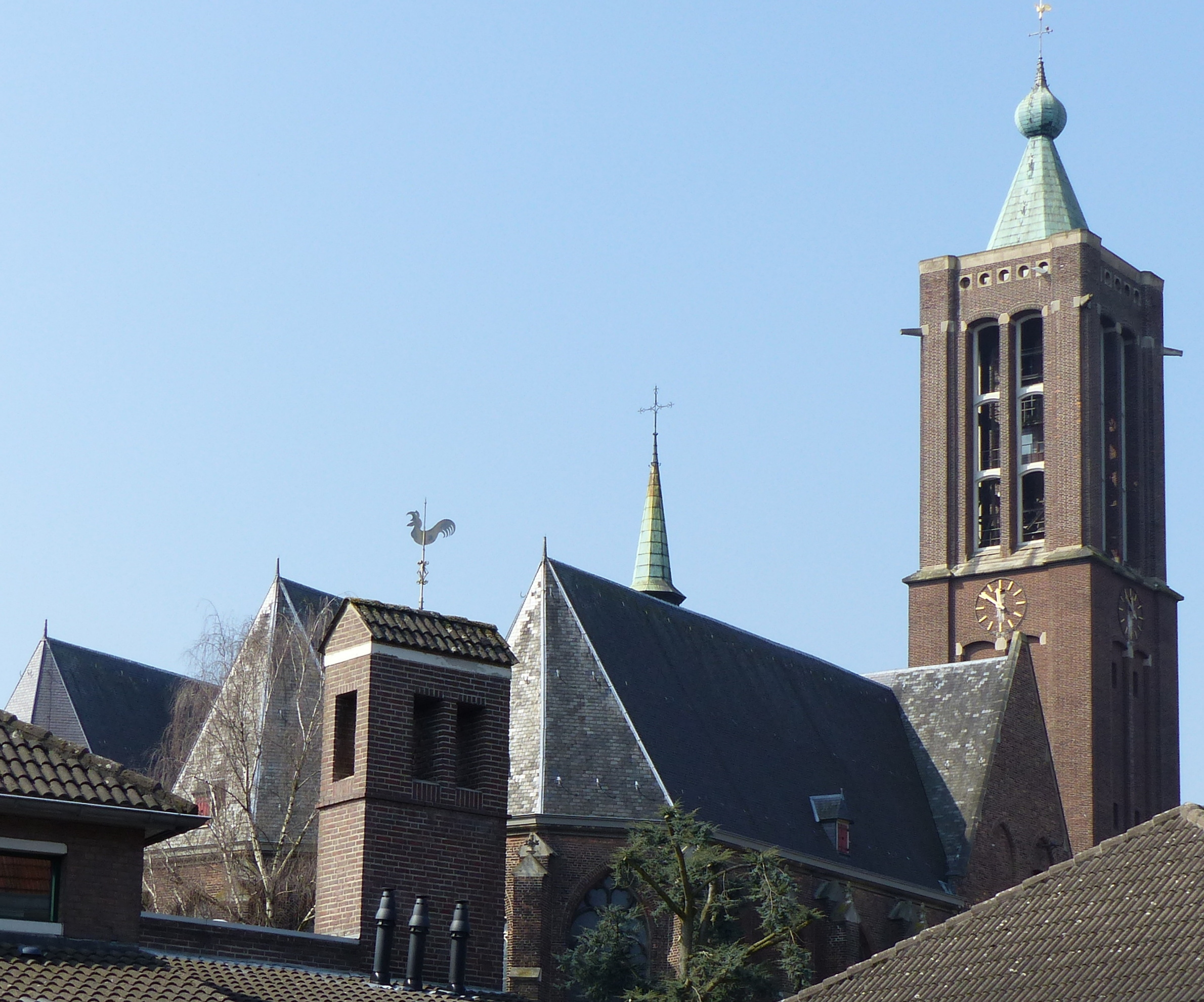
Drieledig koor, dakruiter en kerktoren

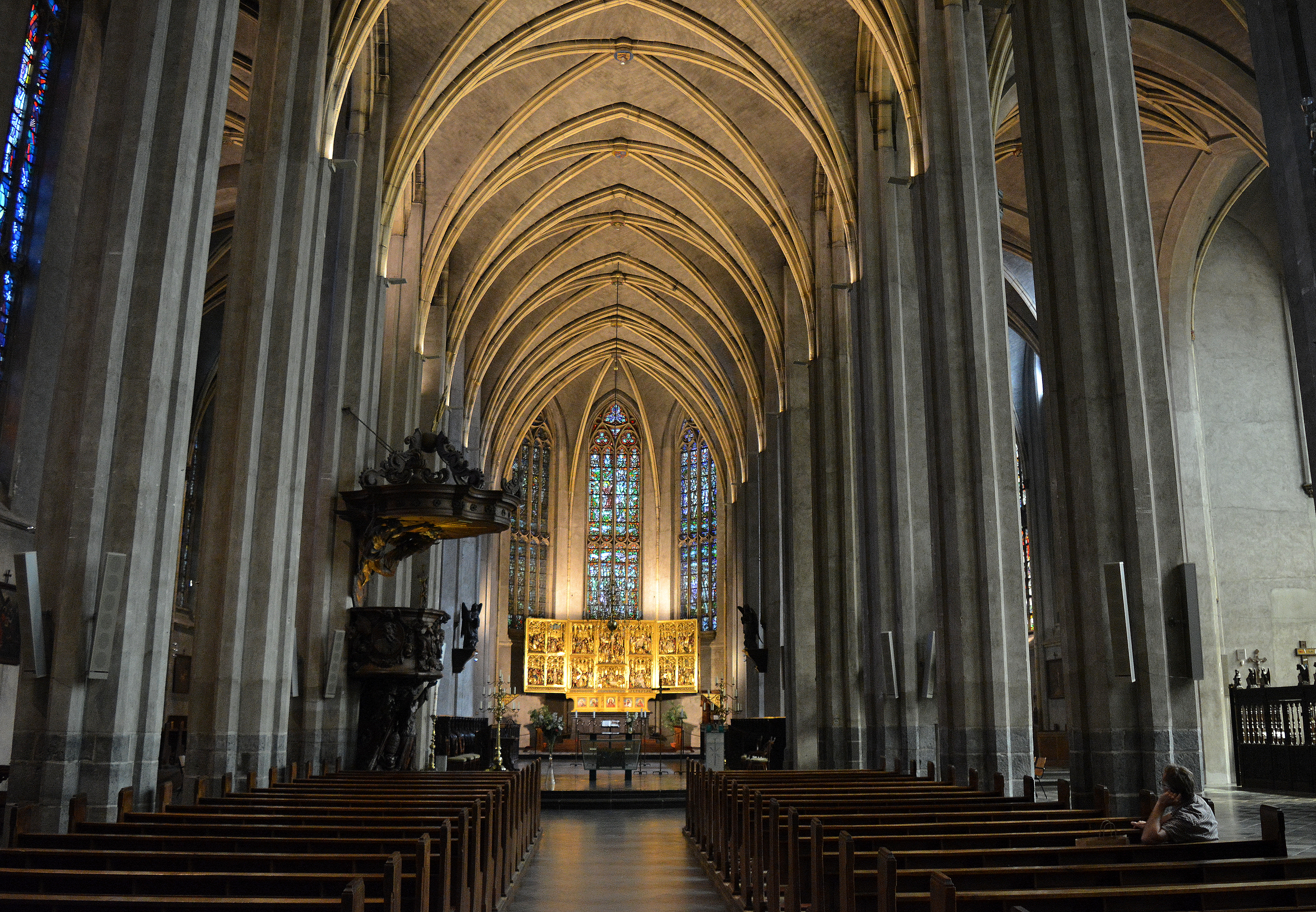
Middenbeuk gezien naar het priesterkoor

### Interieur
De noordbeuk en het middenschip tellen elk tien traveeën, waarvan de drie oostelijke koortraveeën zijn. De zuidbeuk telt aan de westzijde twee extra traveeën en is daarmee bijna zestig meter lang. De maximale breedte van de kerk, ter hoogte van het transept, is circa veertig meter. Het kerkinterieur wordt gedekt door kruisgewelven, die rusten op vierkante bundelpijlers met colonetten. De doopkapel en de aansluitende travee van de zuiderbeuk hebben netgewelven, even als de aangrenzende sacristie. De muren, pijlers en gewelven zijn wit gekalkt, met hier en daar restanten van gewelfschilderingen.

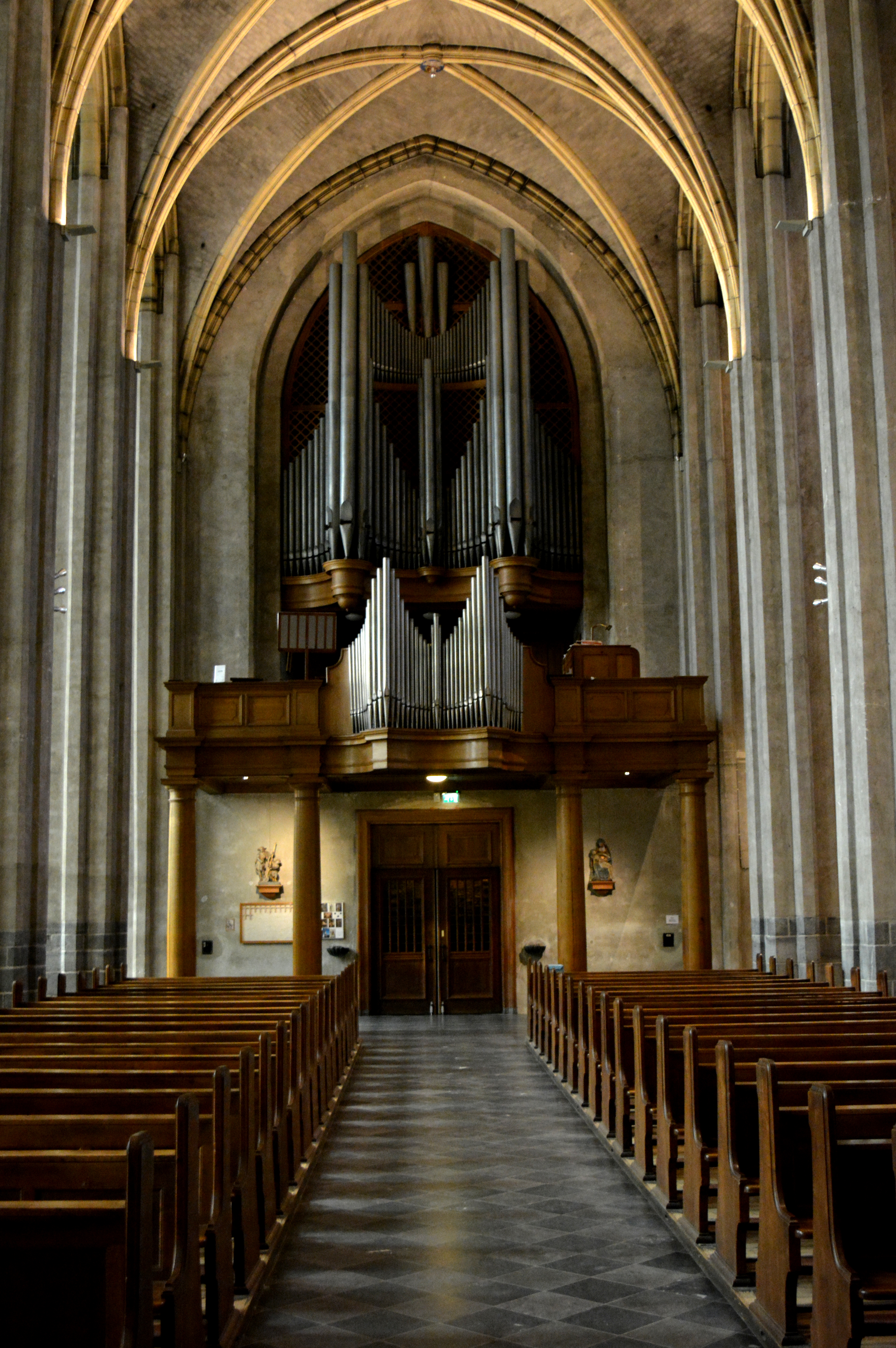
Middenbeuk naar het orgel
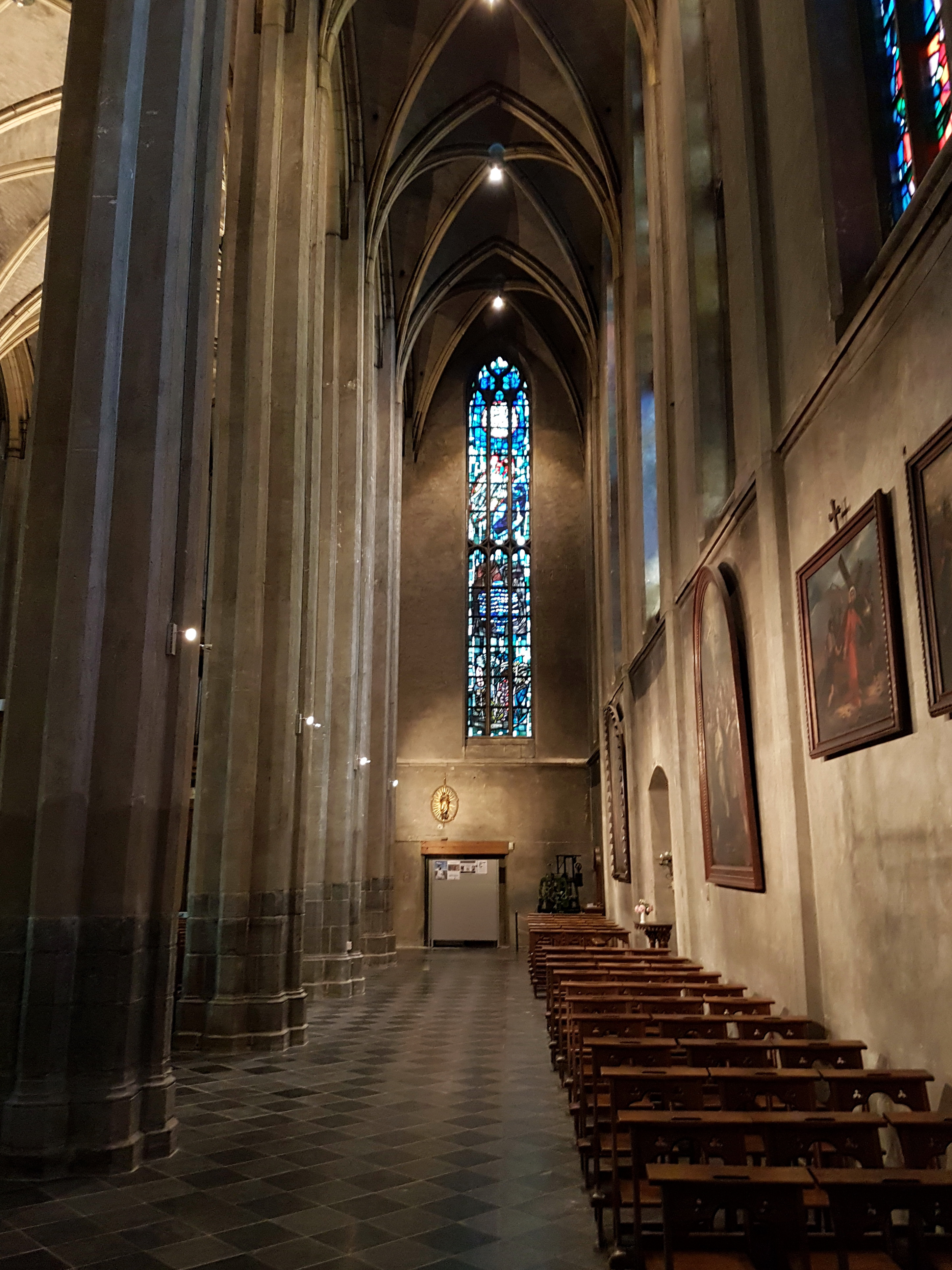
Noordbeuk naar het westen
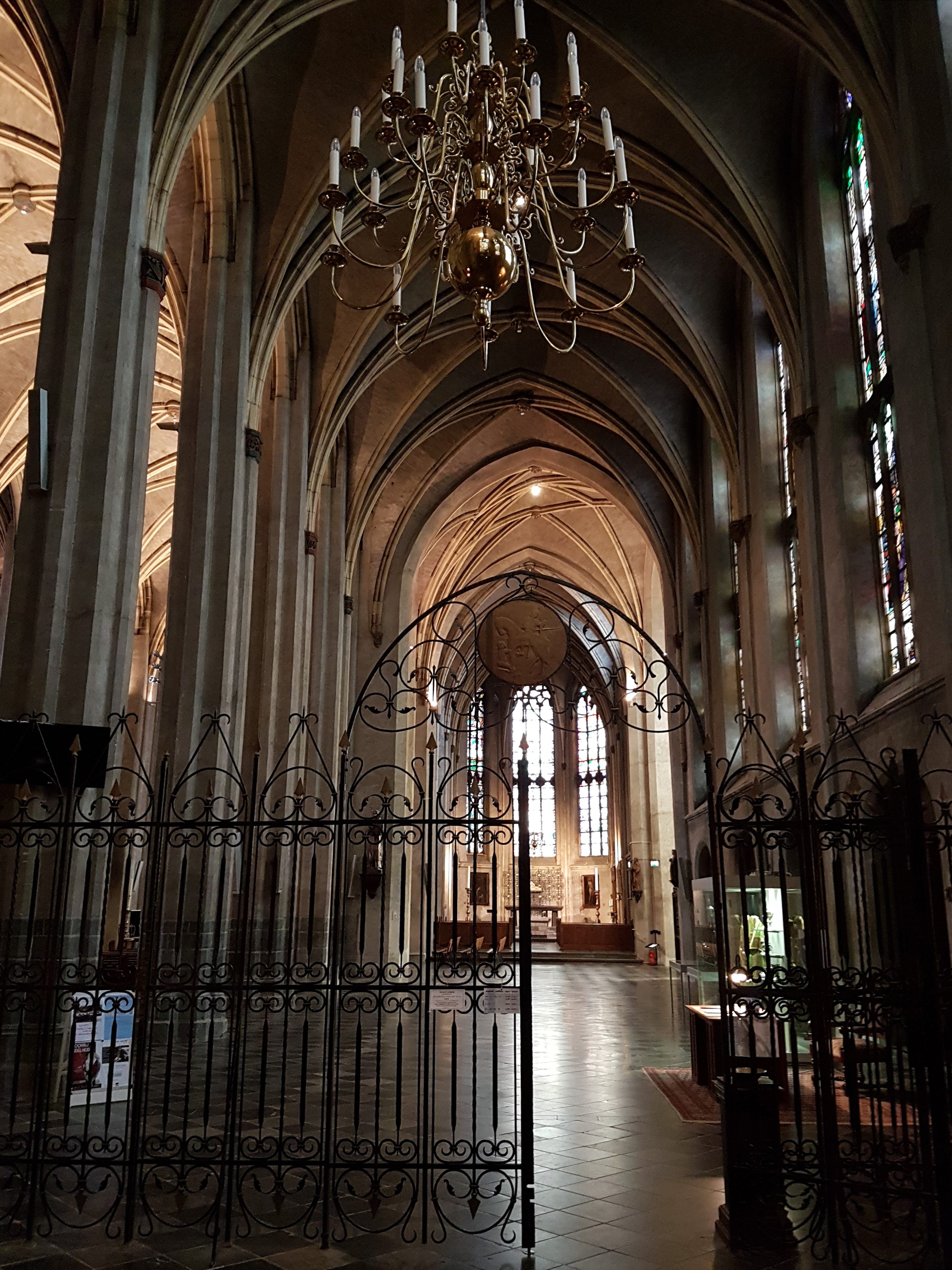
Zuidbeuk naar het oosten
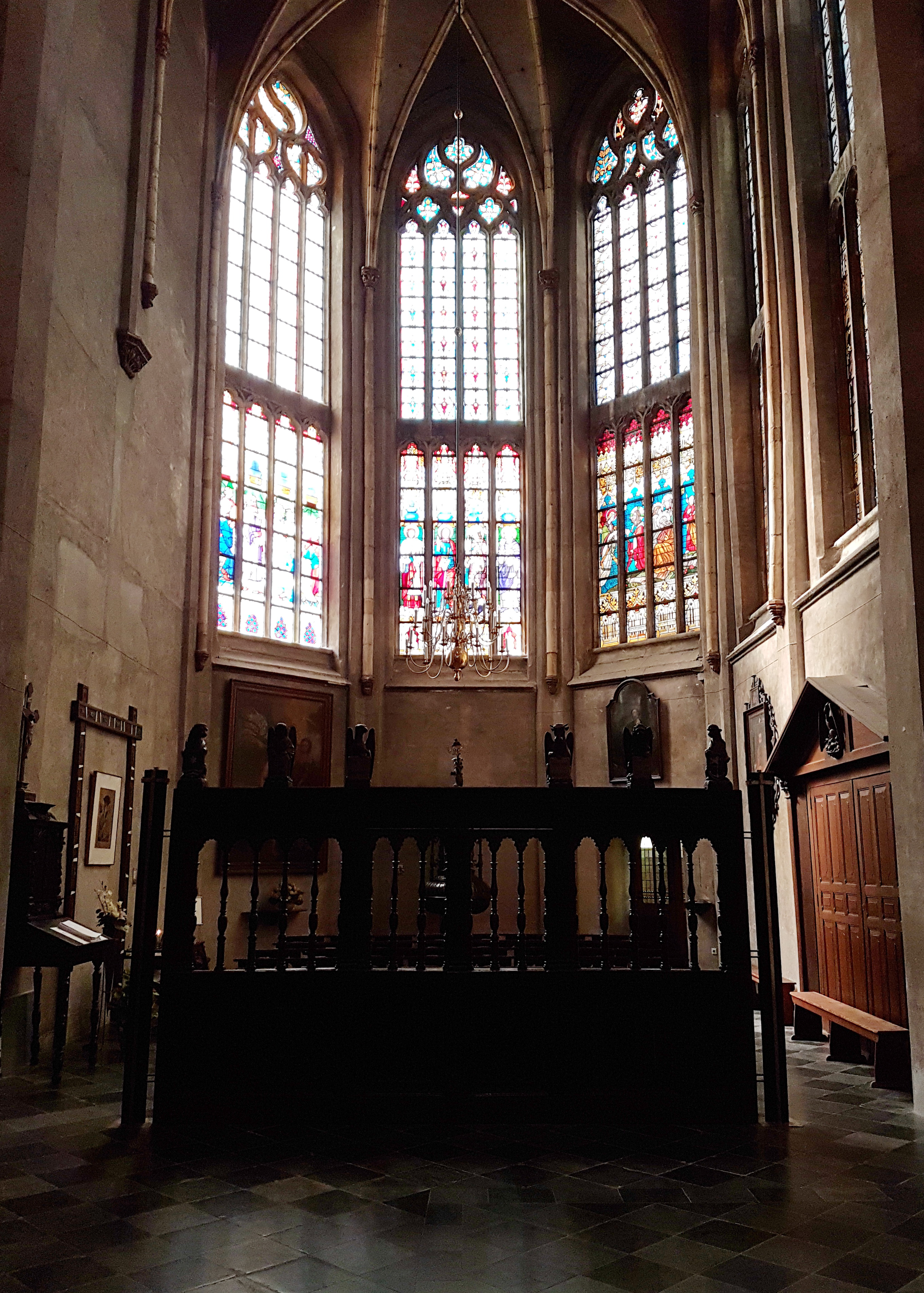
Doopkapel vanaf de zuidbeuk

## Erfgoed

### Glas-in-loodramen

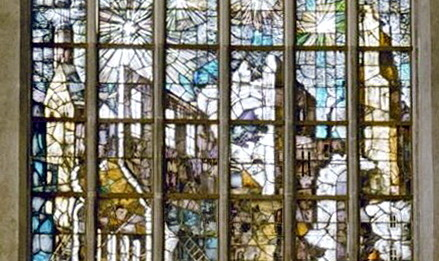
Detail bevrijdingsraam (Ch. Eyck, 1948)

Van de vooroorlogse gebrandschilderde glas-in-loodramen zijn de vijf ramen van het Atelier F. Nicolas en Zonen in de doopkapel de oudste (1874-1876). Zestien ramen van Cornelius van Straaten (1924-1930) sieren de noordelijke zijbeuk en een deel van de zuidelijke zijbeuk. Bij Van Straaten tonen veel ramen twee gerelateerde thema's, bijvoorbeeld: beneden een scène uit het Oude Testament en daarboven een soortgelijke gebeurtenis uit het Nieuwe Testament. Ook beeldde hij historische en actuele onderwerpen uit, zoals de kerkwijding in 1430 en het Internationaal Eucharistisch Congres in Amsterdam in 1924, waarvan kardinaal Van Rossum voorzitter was.
Tijdens de Tweede Wereldoorlogen gingen diverse ramen verloren. Tot de naoorlogse aanwinsten behoren de twaalf ramen van Charles Eyck in de drie koorpartijen en in de westwand van de zuidbeuk. Dat laatste betreft het grote 'bevrijdingsraam' uit 1948 met een voorstelling van Sint-Martinus te midden van Venlonaren en een verwoeste binnenstad. Daan Wildschut maakte in 1960 drie ramen voor het westelijk deel van de noordbeuk. In 1980 maakte hij opnieuw twee ramen voor dit gedeelte van de kerk, waar sommige ramen van Van Straaten toe waren aan vervanging.

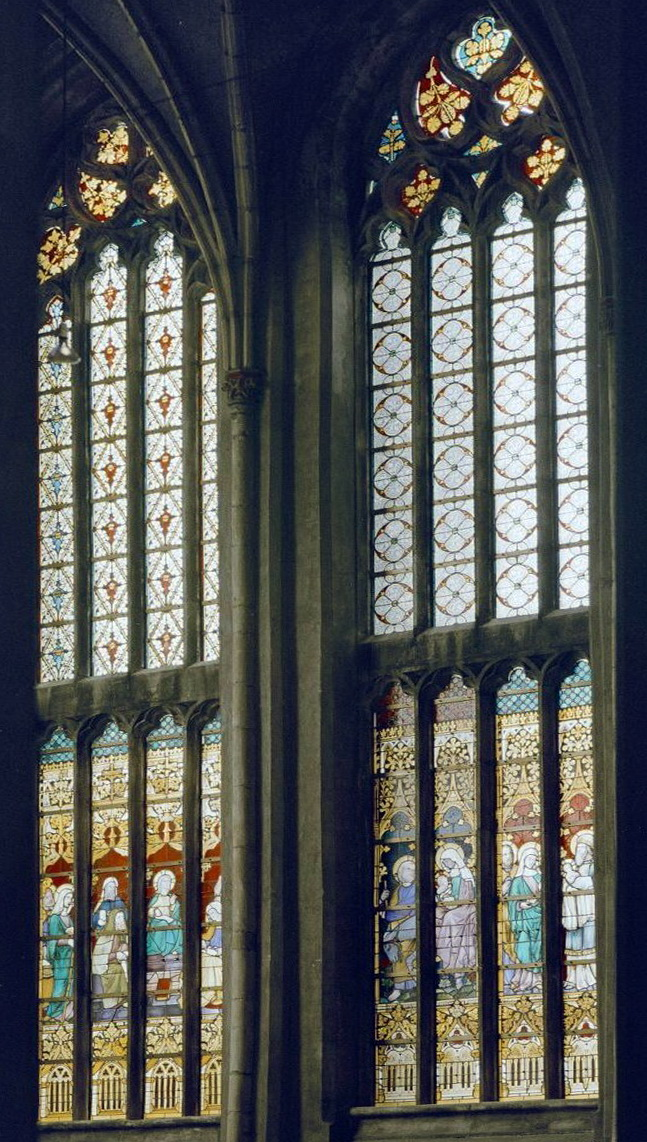
Ramen van Frans Nicolas in de doopkapel, 1874-1876
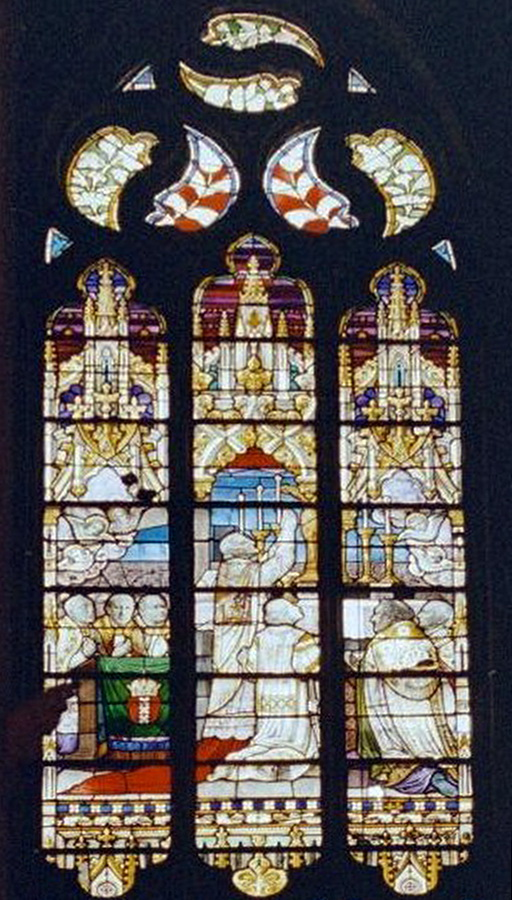
Raam van Cornelius van Straaten, noordbeuk, 1924
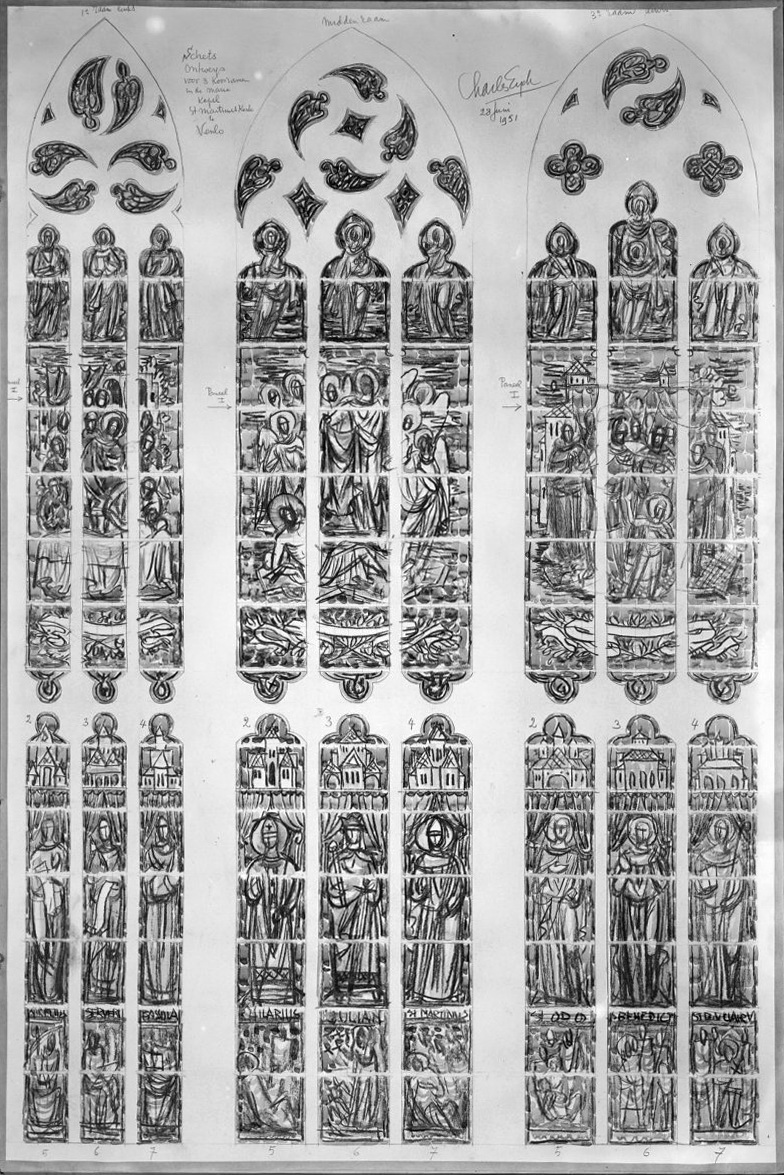
Schetsontwerp Charles Eyck, 1951
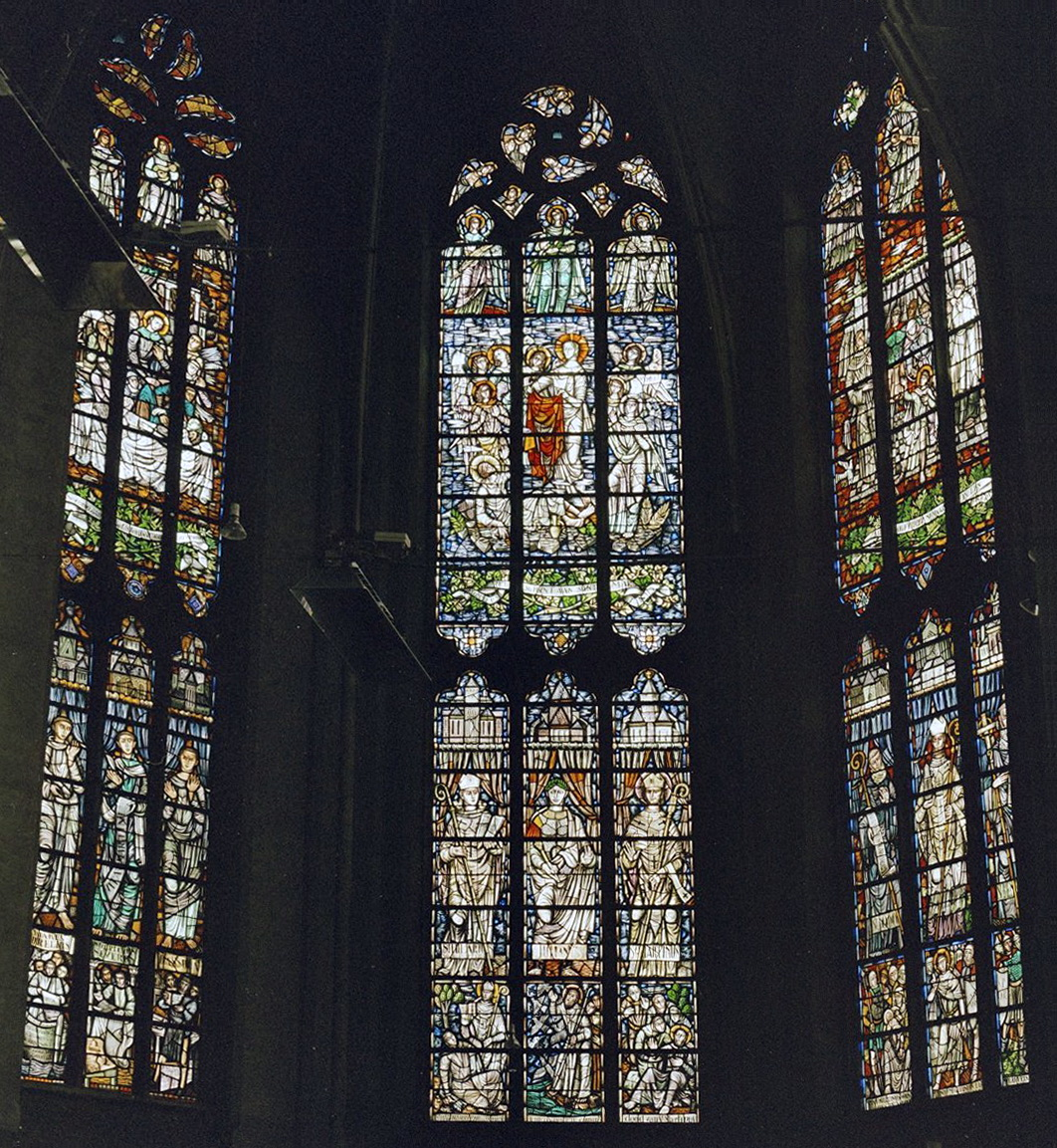
Dezelfde ramen in het zuidkoor

### Schilderijen en beelden

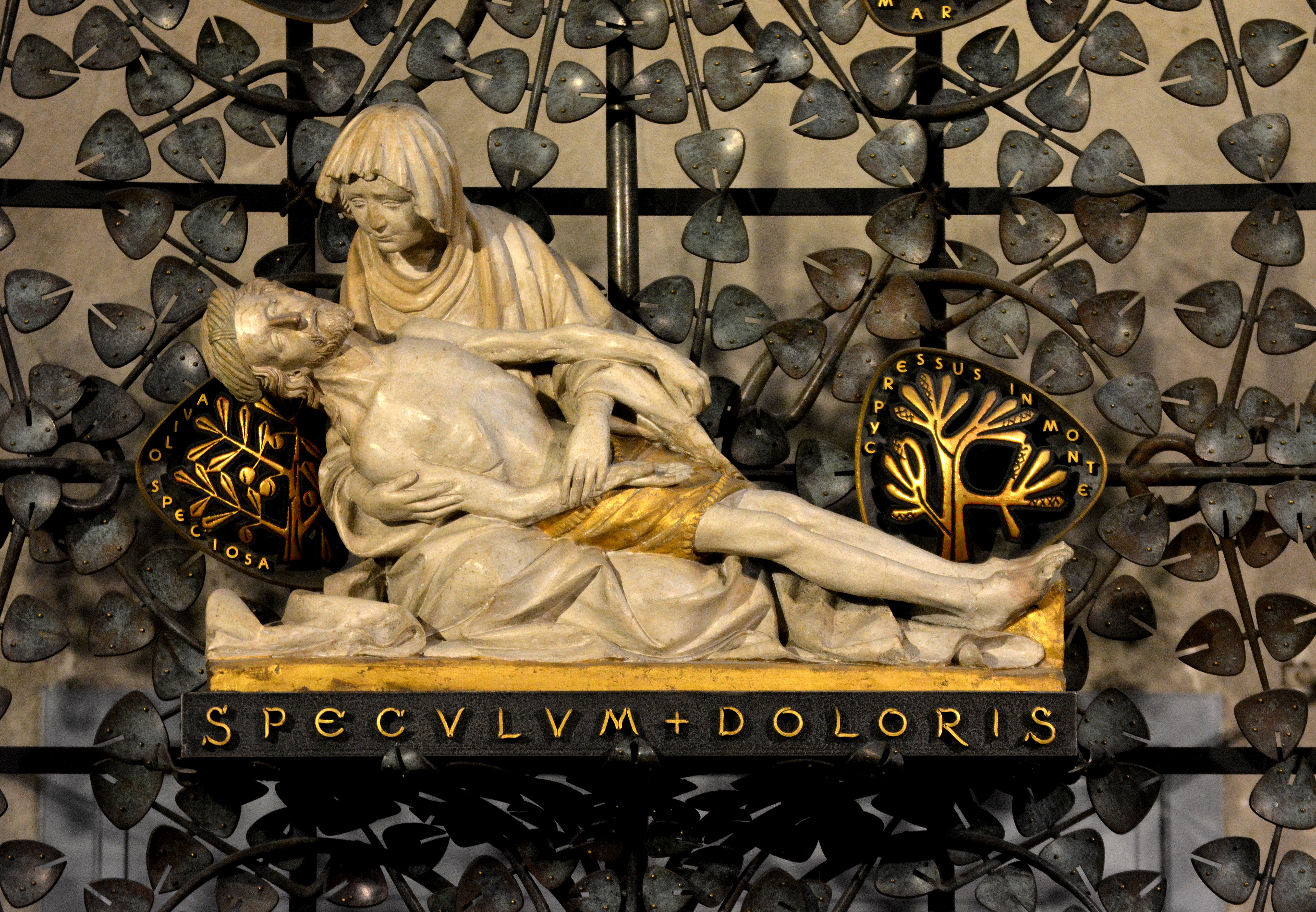
16e-eeuwse Pietà, onderdeel van het rechter zijaltaar.

De kerk bezit diverse schilderijen van de in Venlo geboren Jan van Cleve (1646-1716), onder andere een Annunciatie, een Ecce Homo en een Kruisdraging (met incorrecte tekst "Ecce Homo"). De Roermondse schilder Paul Windhausen (1871-1944) werkte veel samen met Pierre Cuypers en voerde diverse wandschilderingen uit in de Sint-Martinuskerk. Niet duidelijk is of deze schilderingen bewaard zijn gebleven. Wel bewaard bleven de door  zijn broer Albin Windhausen (1863-1946) geschilderde retabels van het door een derde broer, Joseph Windhausen (1865-1936), ontworpen hoofdaltaar.
Van de beelden kunnen genoemd worden: een laatgotische Madonna met druiventros en kind (toegeschreven aan de Meester van Elsloo), twee zestiende-eeuws Marianums (waarbij van elk dubbelzijdig beeld slechts de helft bewaard is), twee zestiende-eeuwse Pietà's (een van gepolychromeerd hout, de ander van witte kalksteen), eveneens zestiende-eeuwse heiligenbeelden van Sint-Elisabeth en Sint-Lucia, een zeventiende-eeuws crucifix (door Gregorius Schyssler/Schissler), een zeventiende-eeuws albasten beeldje van Madonna en kind, een zeventiende-eeuws houten beeld van Sint-Martinus te paard, een achttiende-eeuws beeld van Sint-Rochus met engel, en een beeld van Sint-Isidorus uit circa 1800.
Enkele schilderijen en beelden uit het bezit van de Sint-Martinusbasiliek zijn uitgeleend aan het Limburgs Museum.

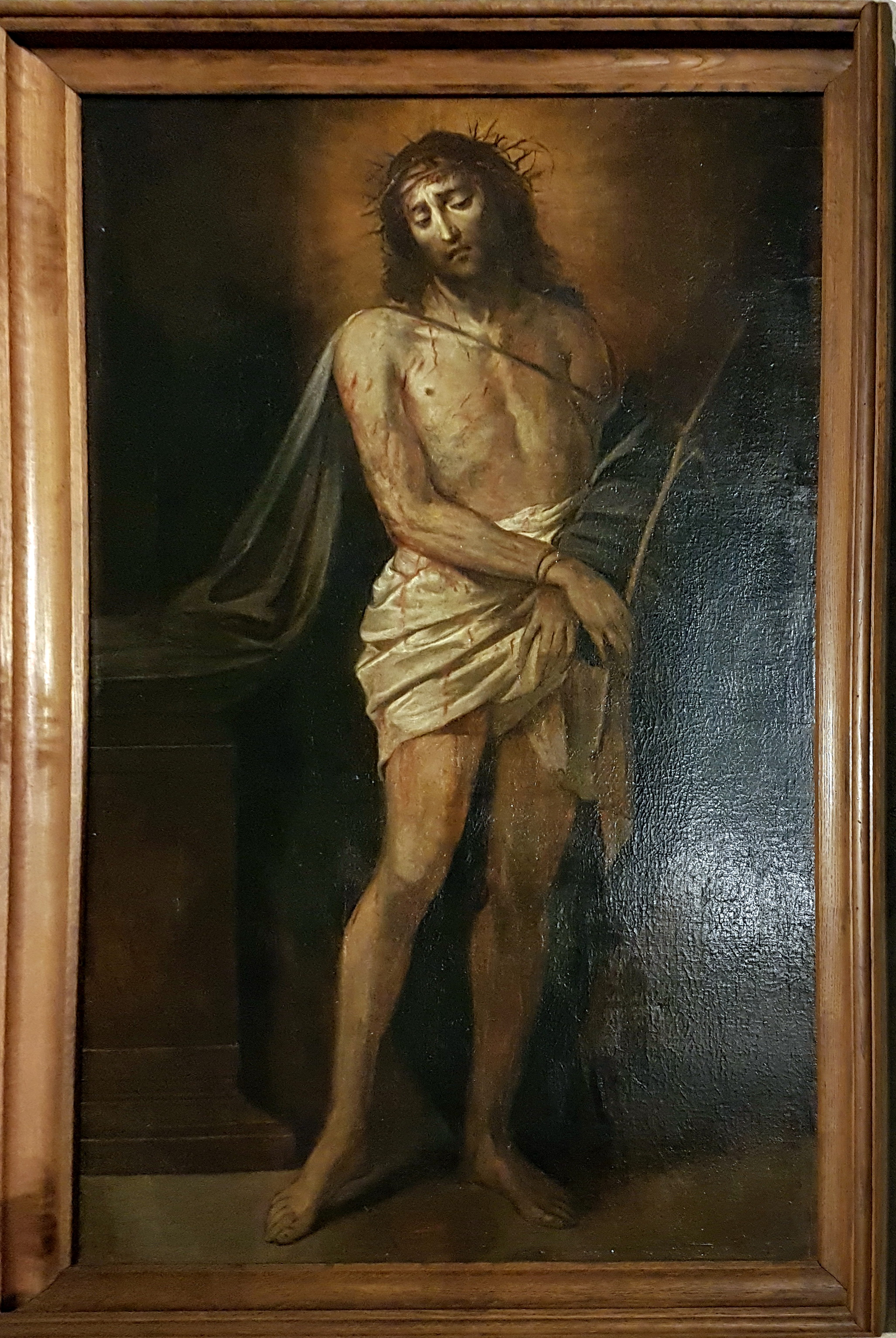
Ecce Homo
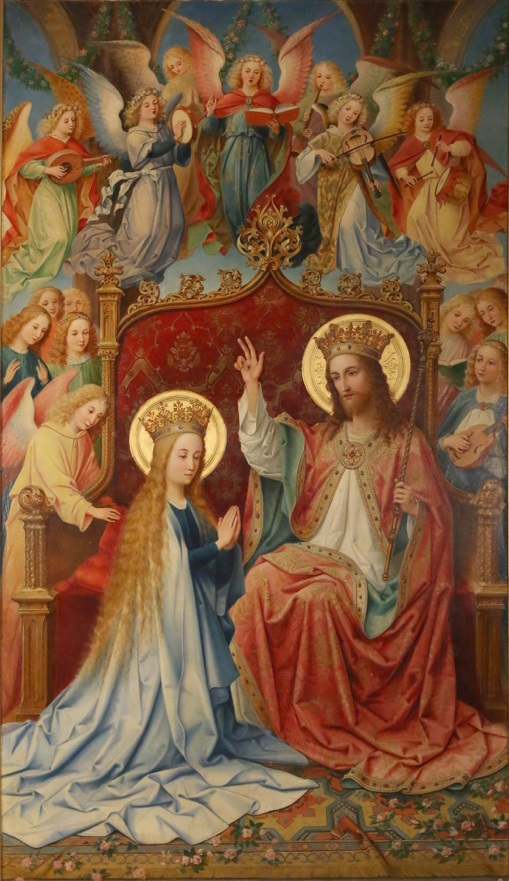
Kroning van Maria (retabel)
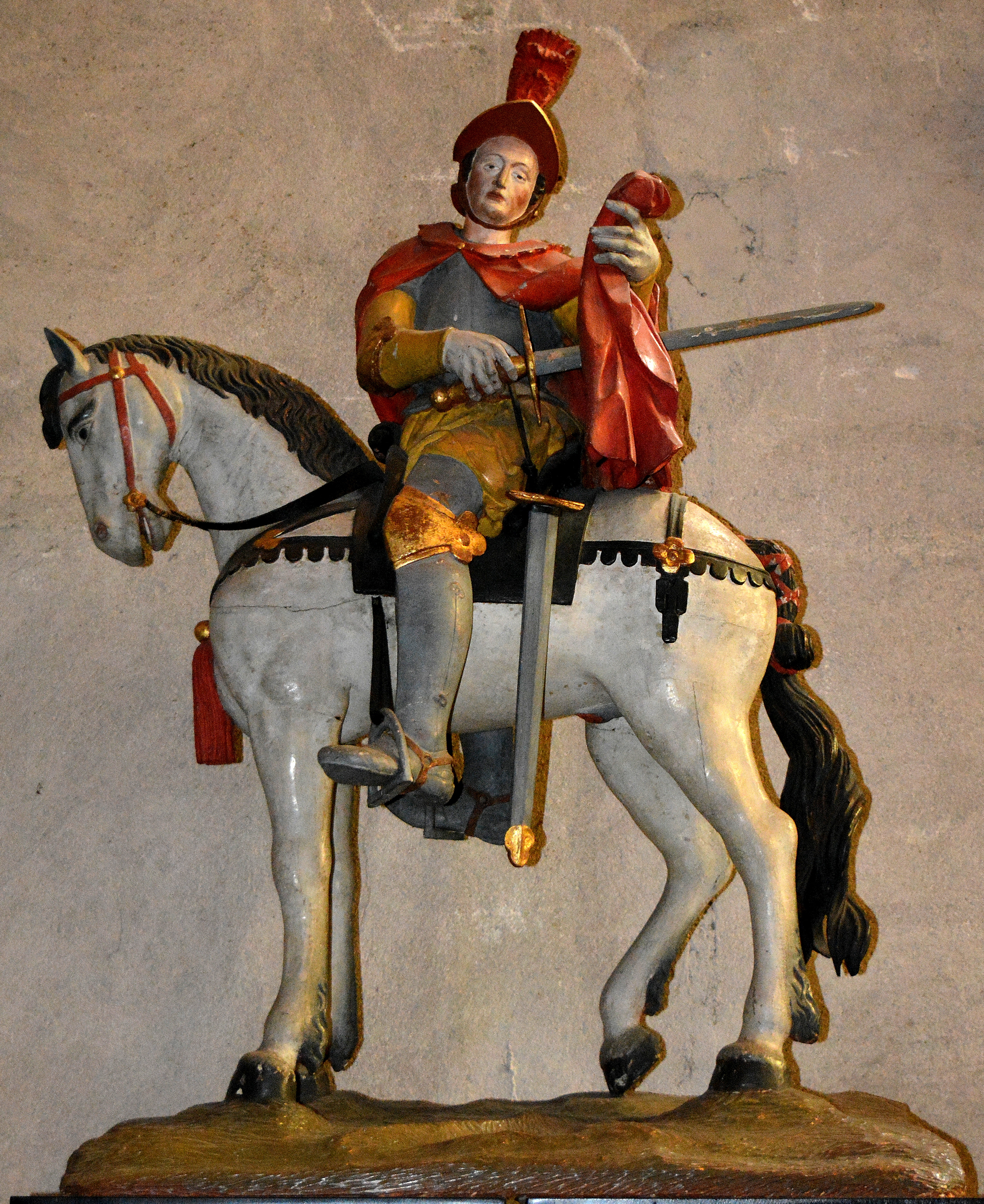
Sint-Martinus te paard
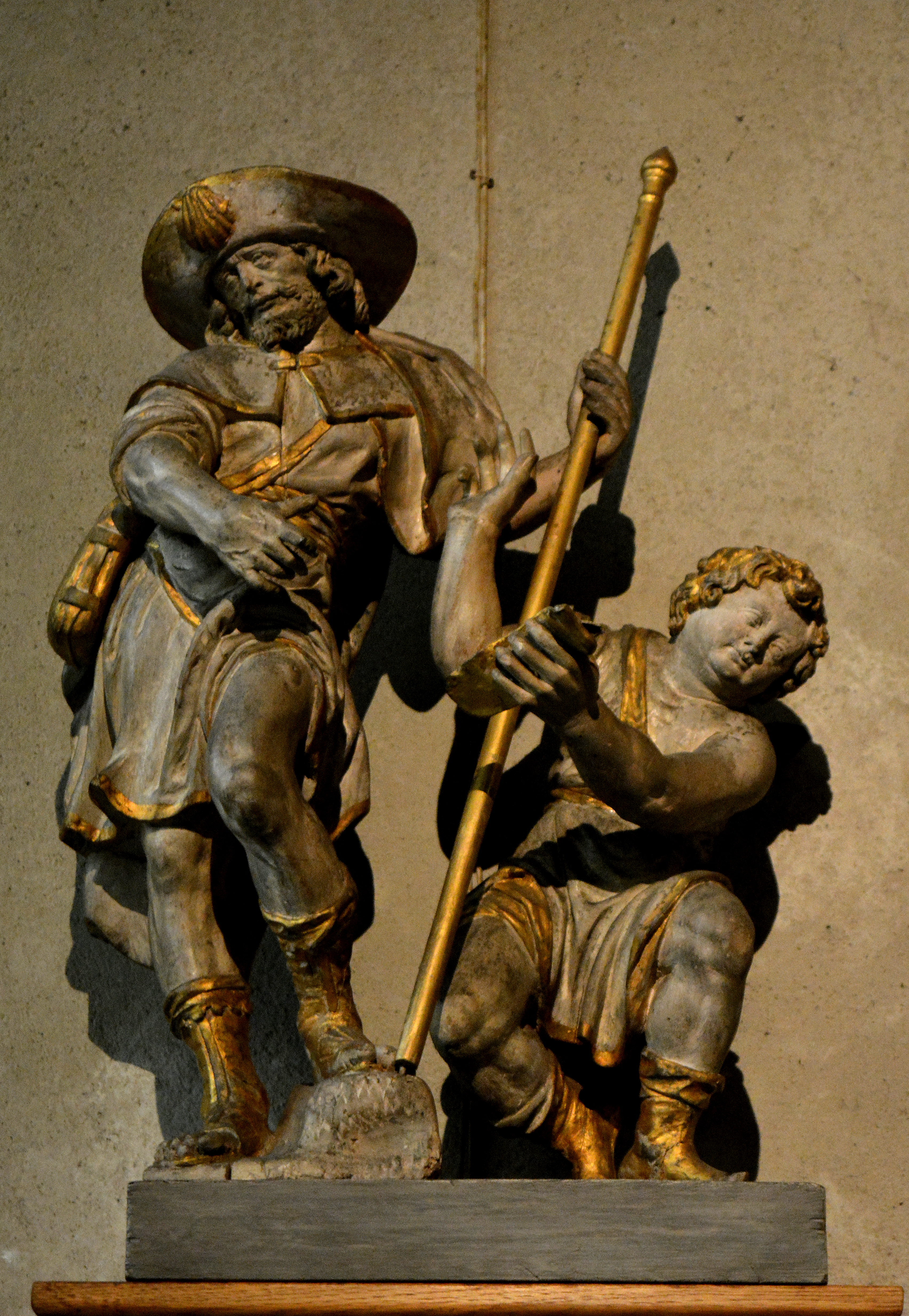
Sint-Rochus en engel

### Doopvont
De kerk herbergt diverse waardevolle kunstschatten, waarbij het zeventiende-eeuwse doopvont een vooraanstaande plaats inneemt. Het messing(?) doopvont werd in 1619-1621 gegoten door Herman den Potgieter, naar verluidt naar een ontwerp van de beeldhouwer Gregorius Schissler uit Tirol (waarvan de kerk tevens een crucifix bezit). De geelkoperen figuren tussen de spijlen stellen Jezus en Johannes de Doper voor tijdens de doop van Jezus in de Jordaan. Daarboven is de Heilige Geest weergegeven in de gedaante van een duif, en daarboven God de Vader met een Latijnse tekst uit Matteüs 3: HIC EST FILIUS MEUS DILECTUS ("Dit is mijn geliefde zoon"). Het hefmechanisme voor het zware deksel is versierd met smeedwerk van gebladerte, vogels en een verguld wapenschild(?) met een gekroonde klauwende leeuw of beer, een anker en twee verstrengelde twijgen.

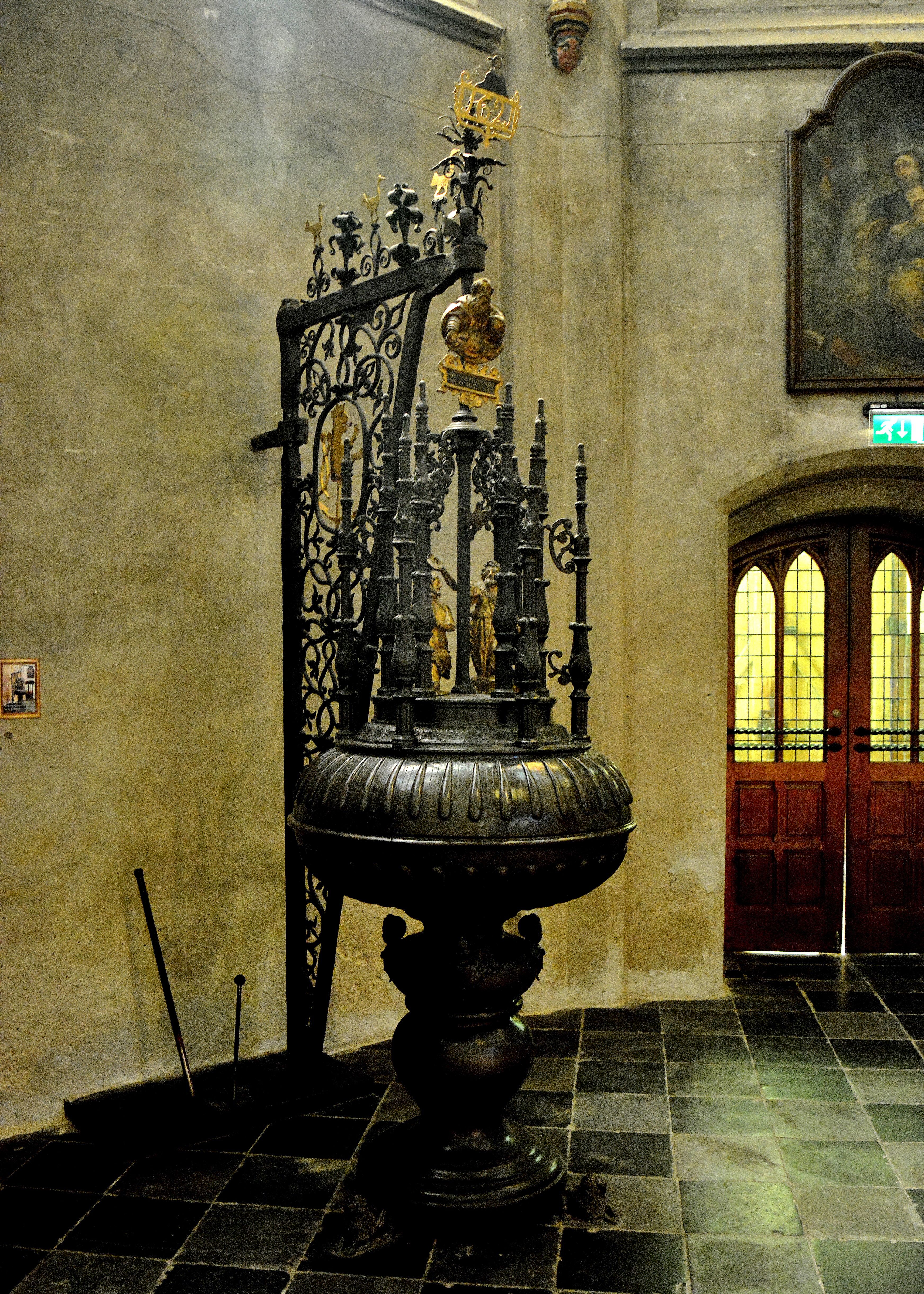
Overzicht doopvont
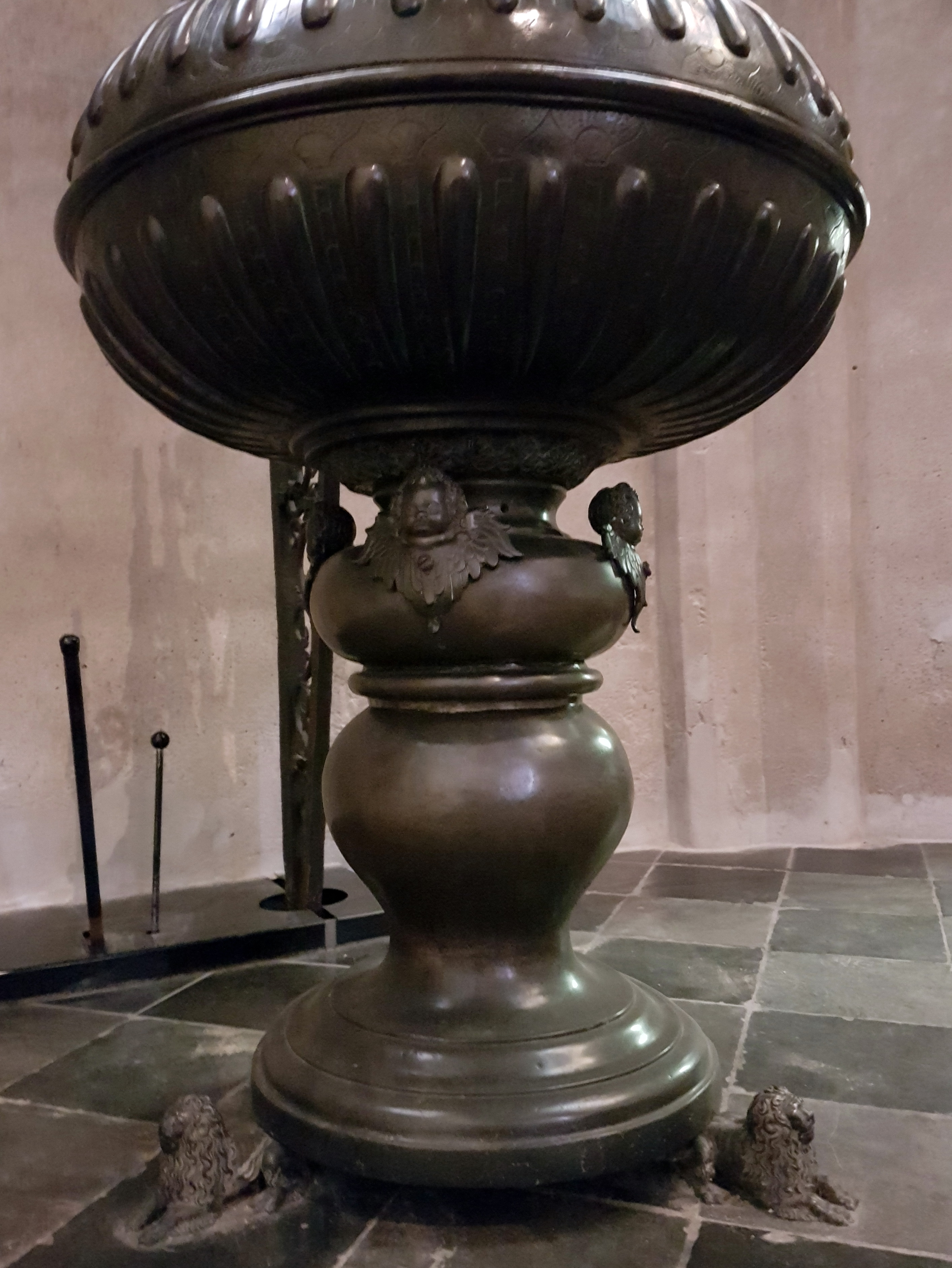
Bekken en voet
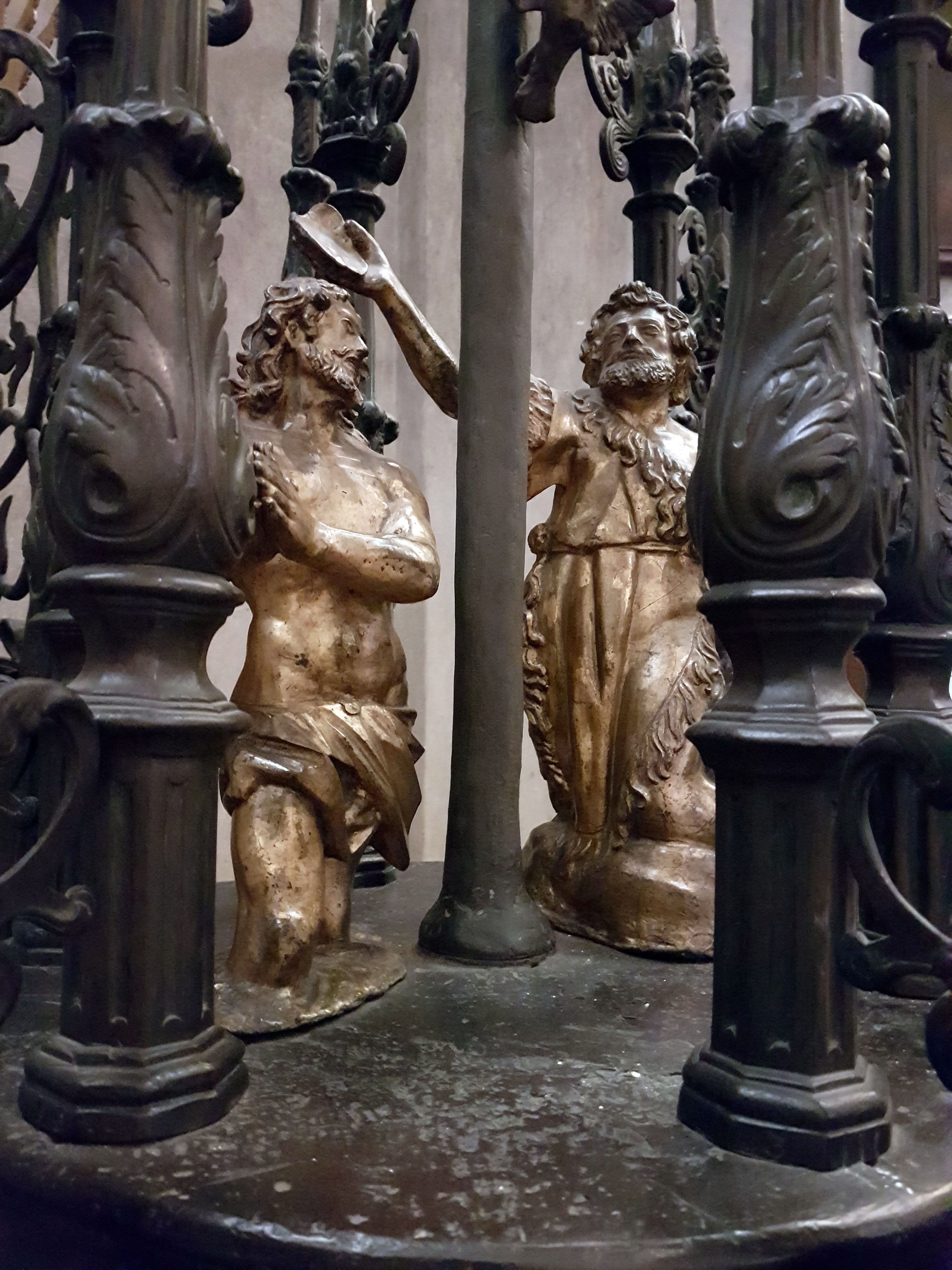
Voorstelling doop in de Jordaan
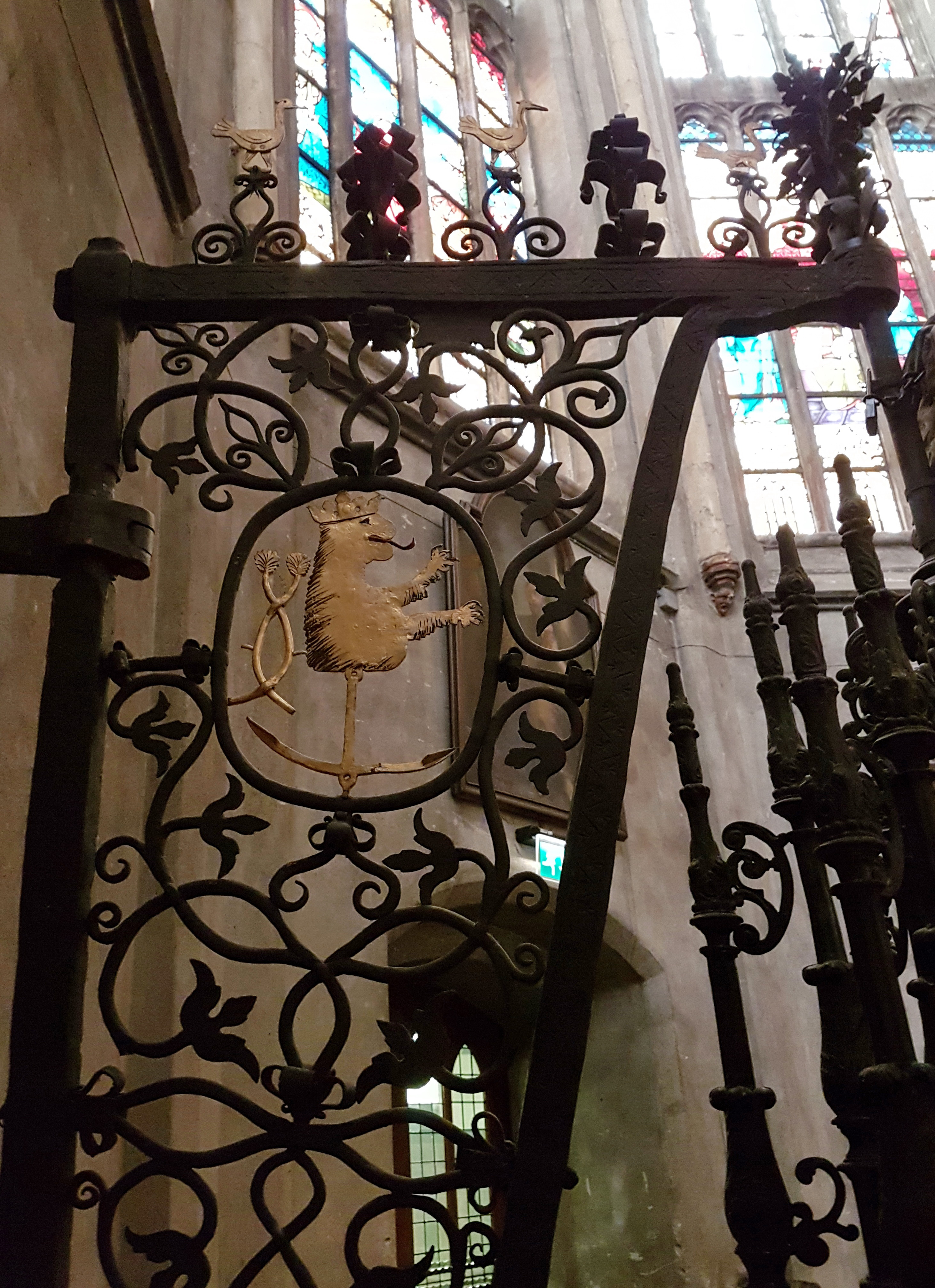
Detail hefmechanisme deksel

### Koor- en communiebanken

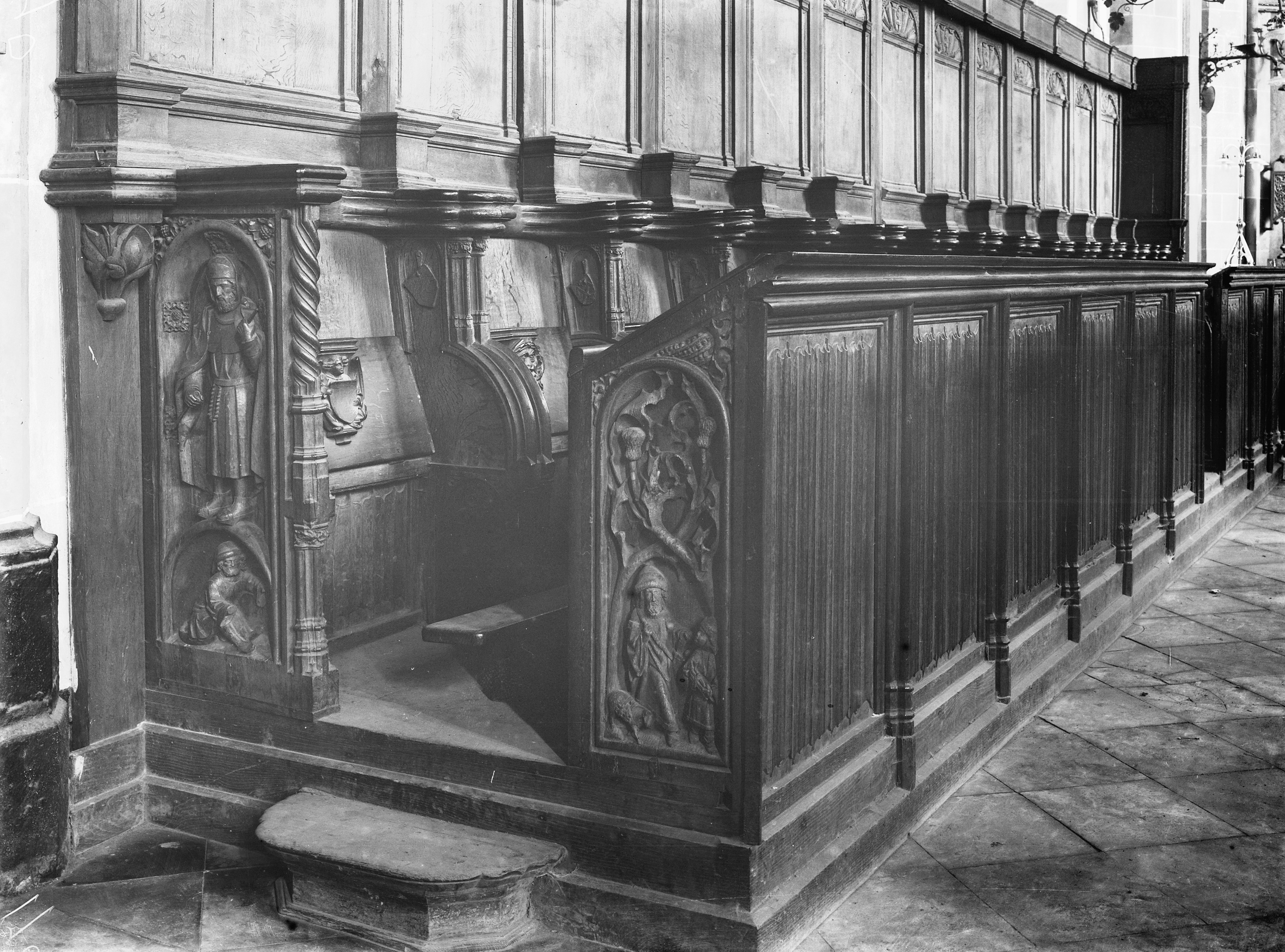
Koorbanken met rugschotten in 1925

De Sint-Martinusbasiliek is rijk aan houtsnijwerk. Bekend is het laat vijftiende-eeuwse koorgestoelte tegen de noord- en zuidwand van het koor. Beide koorbanken bestaan uit dertien zitplaatsen, ongeveer halverwege gescheiden door een doorgang. Daardoor zijn er in totaal zestien zijstukken ('wangen'), die versierd zijn met houtsnijwerk. Afgebeeld zijn onder meer: de dronkenschap van Noach, het offer van Abraham, de mannaregen en de verheerlijking van Jezus op de berg. Bijzonder is de combinatie van religieuze en wereldlijke taferelen, zoals de reliëfbeelden van diverse heiligen staande op nissen met onder andere een herbergscène, een dronken man op straat, een zittende man aan het werk en een beeldsnijderswerkplaats (mogelijk bedoeld als zelfportret van de anonieme beeldsnijders). De 26 misericordes (zitsteuntjes) zijn eveneens gebeeldhouwd met onder andere twee honden die vechten om een been, een vos en een raaf (beide met buit), een stier en een duif, een leeuw met een lint, een stoeiende non en monnik, Adam en Eva bij de boom van goed en kwaad, en diverse engelen met muziekinstrumenten of een wapenschild. Tot de kerkinventaris behoren tevens de zestiende- of zeventiende-eeuwse rugschotten in renaissancestijl, die ooit deel uitmaakten van het koorgestoelte. In het Limburgs Museum bevinden zich enkele rijk versierde wangstukken van andere koor- of kerkbanken uit de Martinuskerk. Vermeldenswaard zijn ook de zeventiende-eeuwse eikenhouten afsluiting van de doopkapel, de balustrade van de orgeltribune en enkele biechtstoelen.

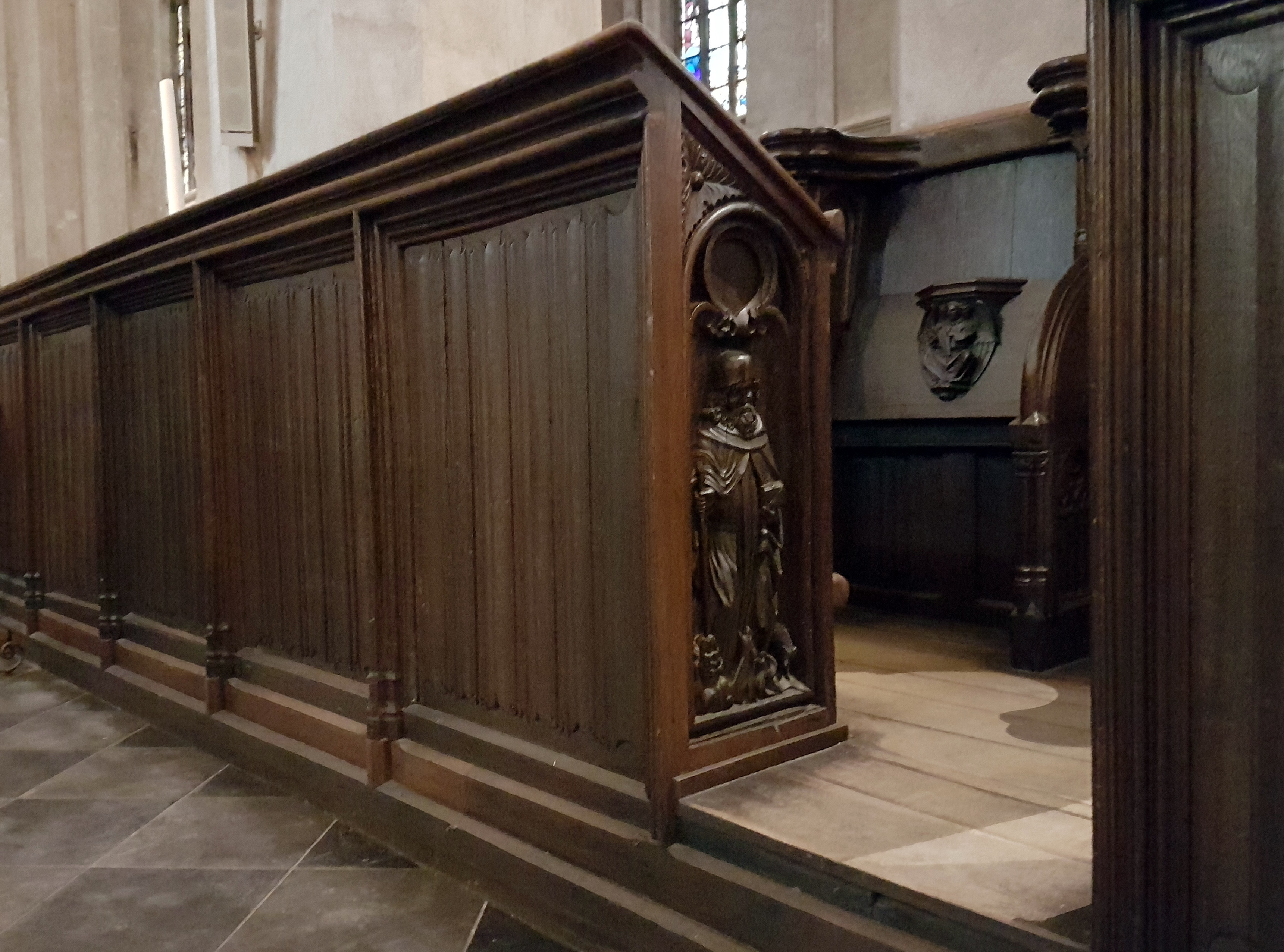
Koorgestoelte zuidwand
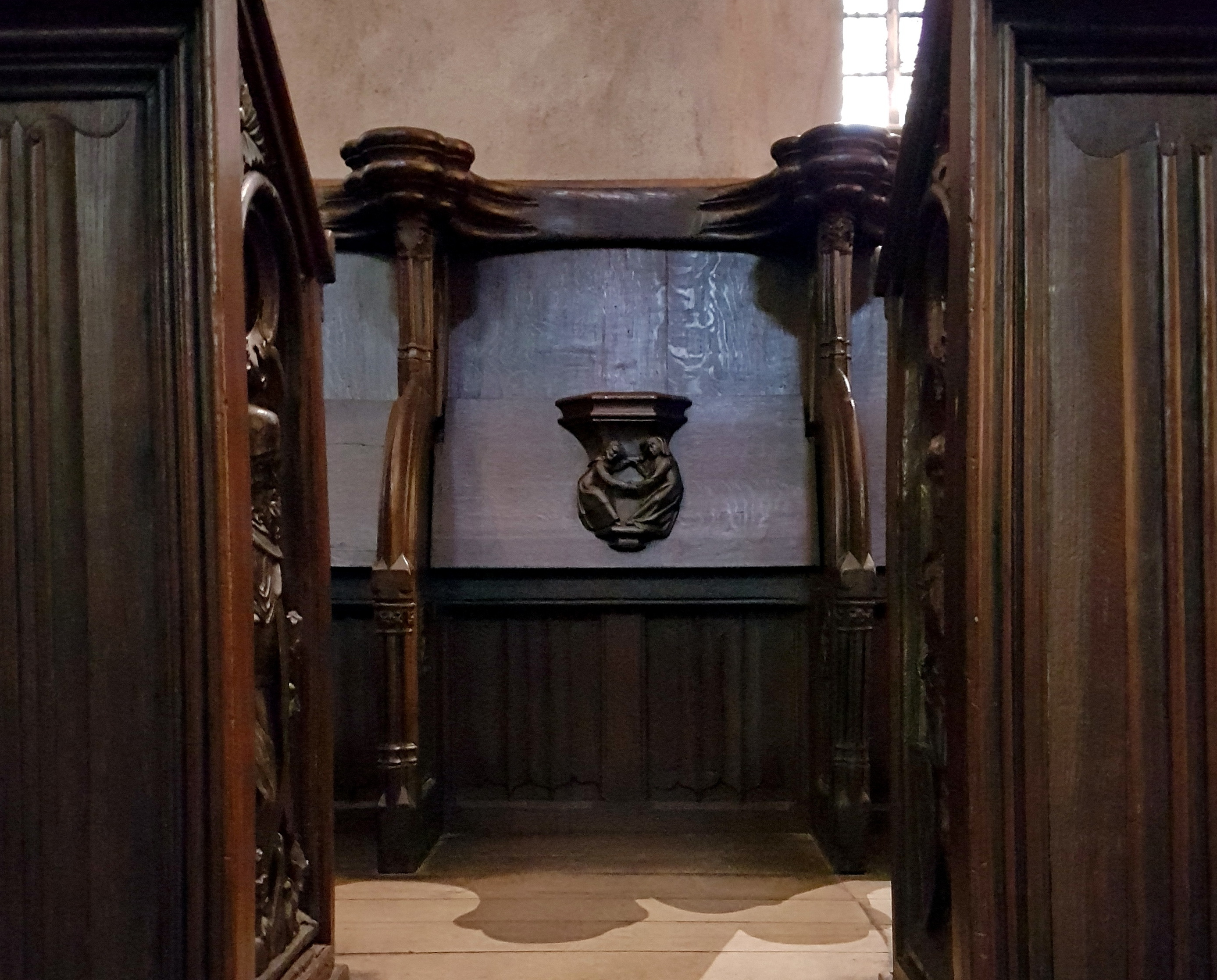
Detail koorbank en misericorde
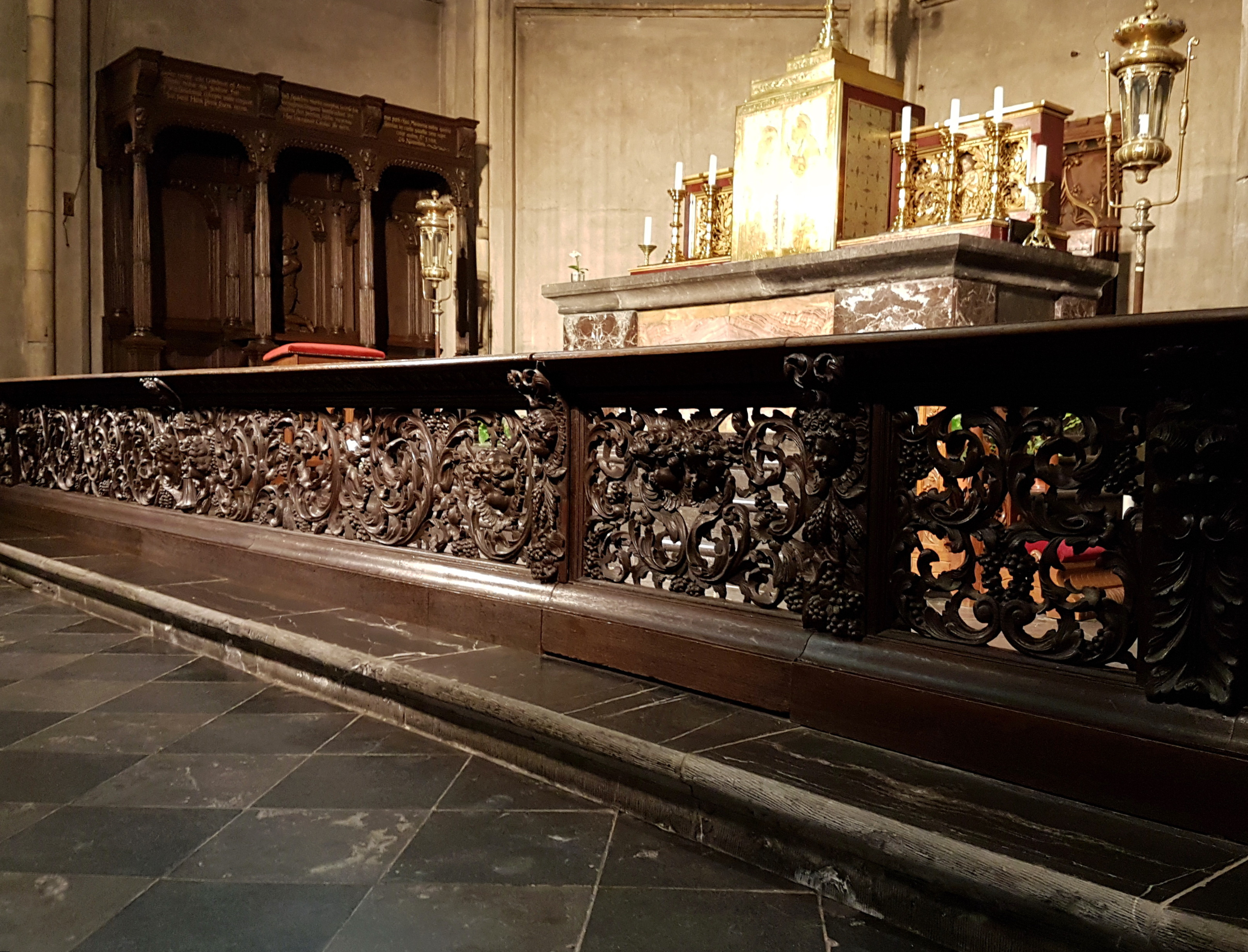
Communiebank noordbeuk
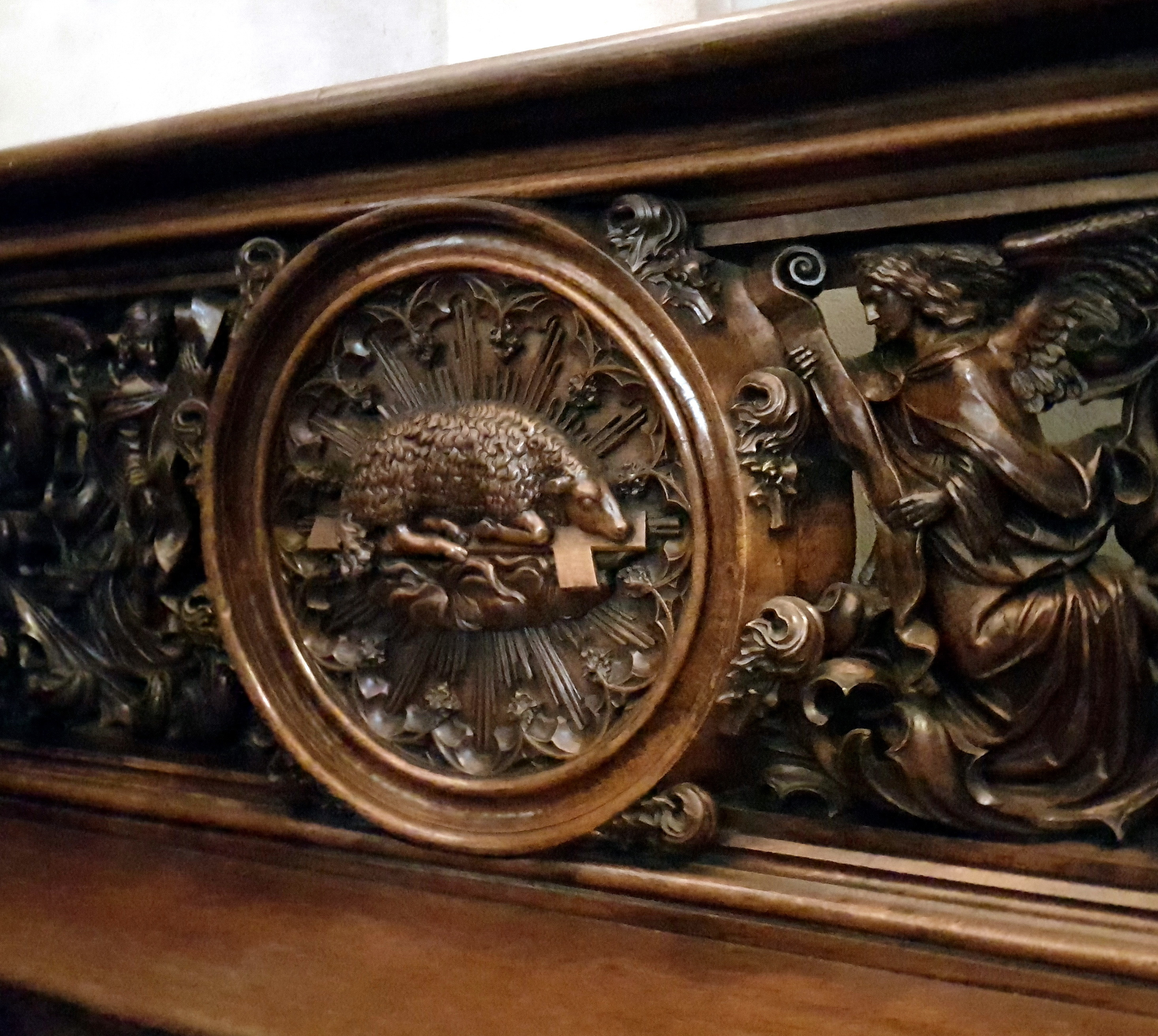
Detail communiebank

### Preekstoel
Een ander kostbaar bezit is de barokke preekstoel van de Antwerpse beeldhouwer en houtsnijder Pieter Scheemaeckers de Oude uit 1701. De figuren bij de trap personifiëren Hoop (vrouw met anker) en Liefde of Caritas (vrouw met vlammend hart). De kuip wordt als het ware omhoog gehouden door een derde vrouwelijke figuur, met een soort priestergewaad over haar schouder en in extase omhoog kijkend, te midden van putti en een pauselijke tiara. Het geheel stelt waarschijnlijk het Geloof voor. De kuip is versierd met een groot medaillon met het portret van een man (Jezus?), omringd door putti en evangelistensymbolen. Op de rand van de kuip staat een kruisbeeld. Onder het klankbord 'zweven' twee levensgrote engelen en een duif in een stralenkrans. Die laatste symboliseert de Heilige Geest, die de priester inspireert bij de preek. Het klankbord wordt bekroond door een medaillon met een afbeelding van een vrouw (Maria?) en een goudkleurig alziend oog in een stralenkrans.

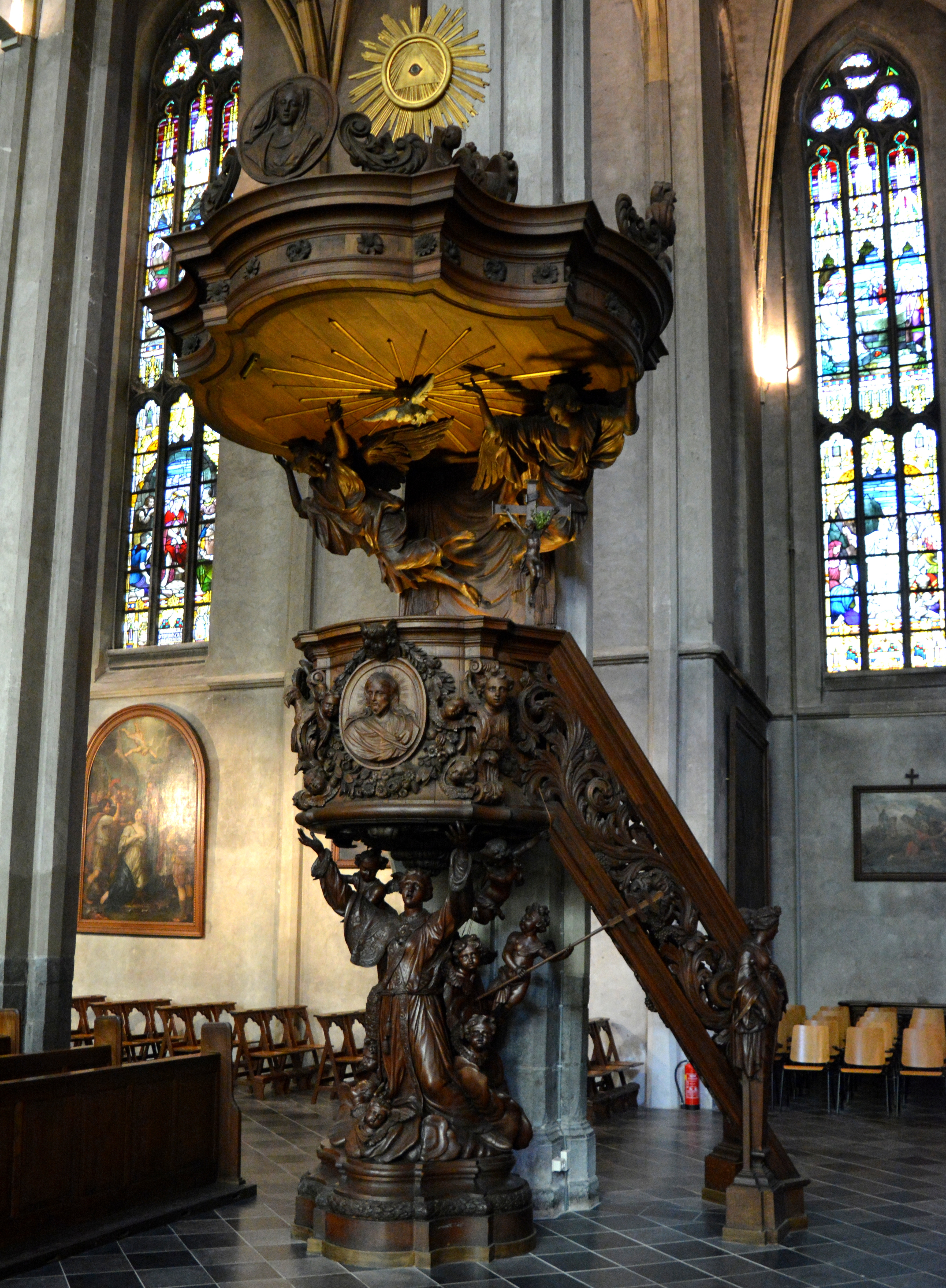
Overzicht preekstoel
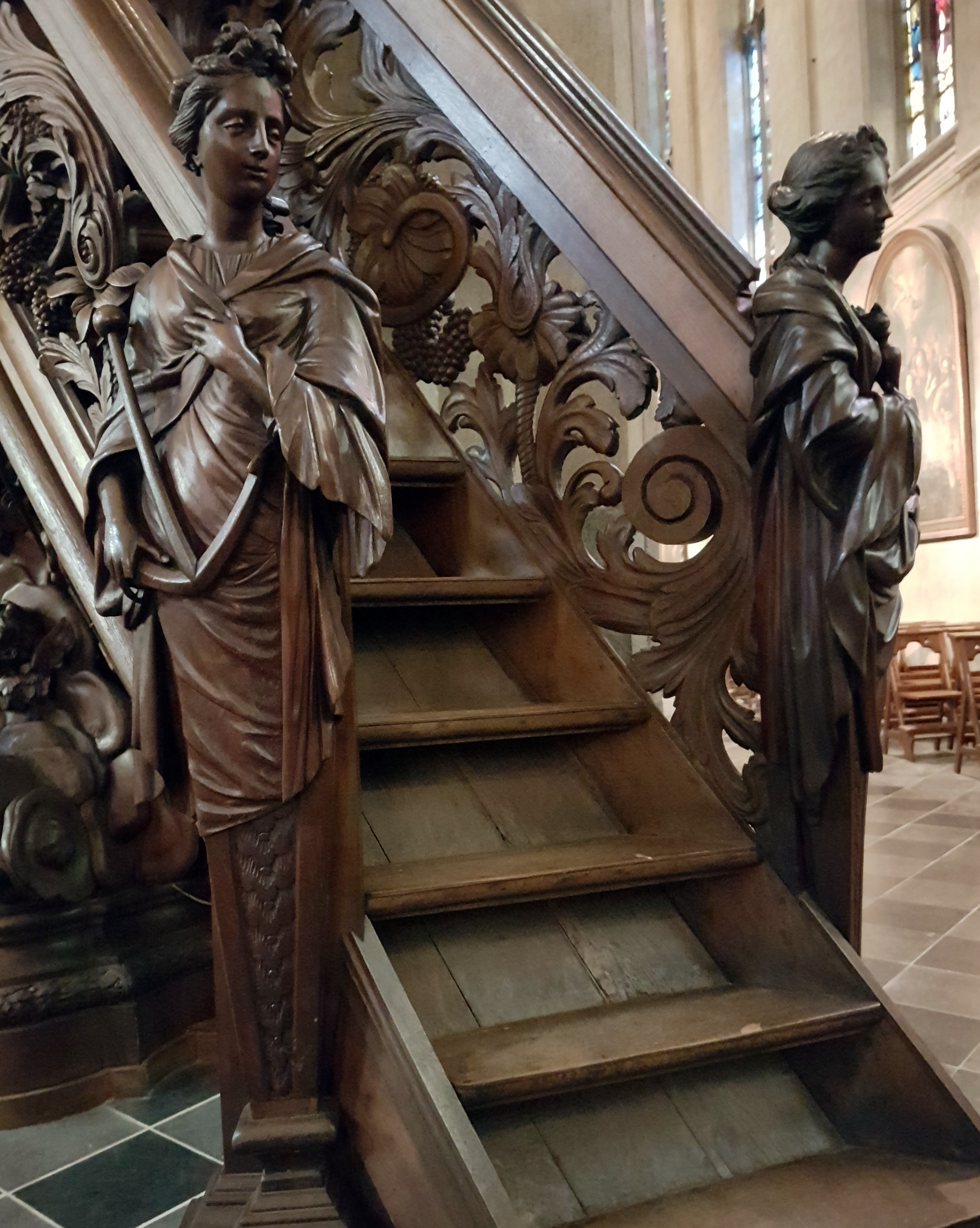
Personificaties Hoop en Geloof
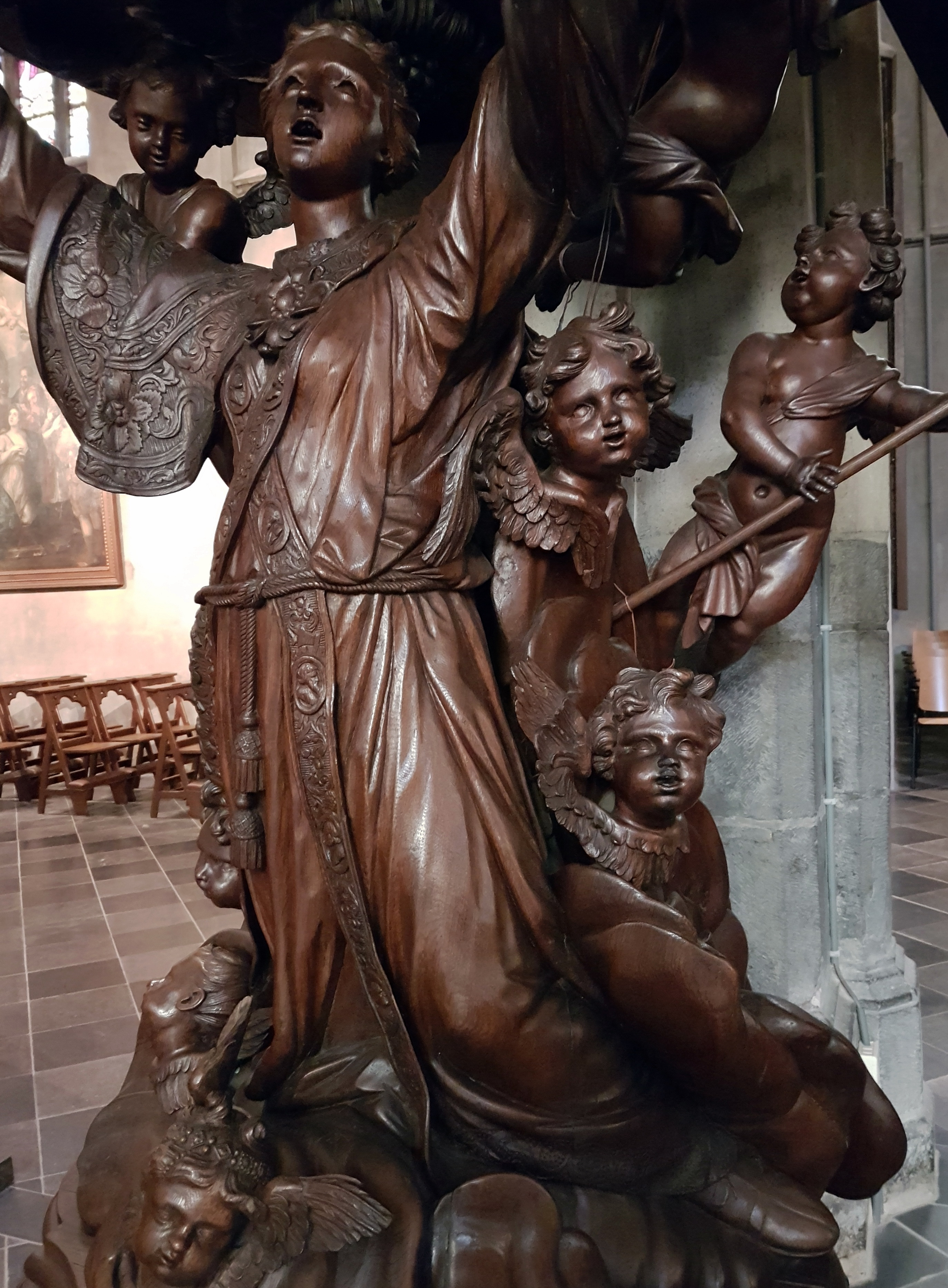
Voetstuk met vrouw en putti
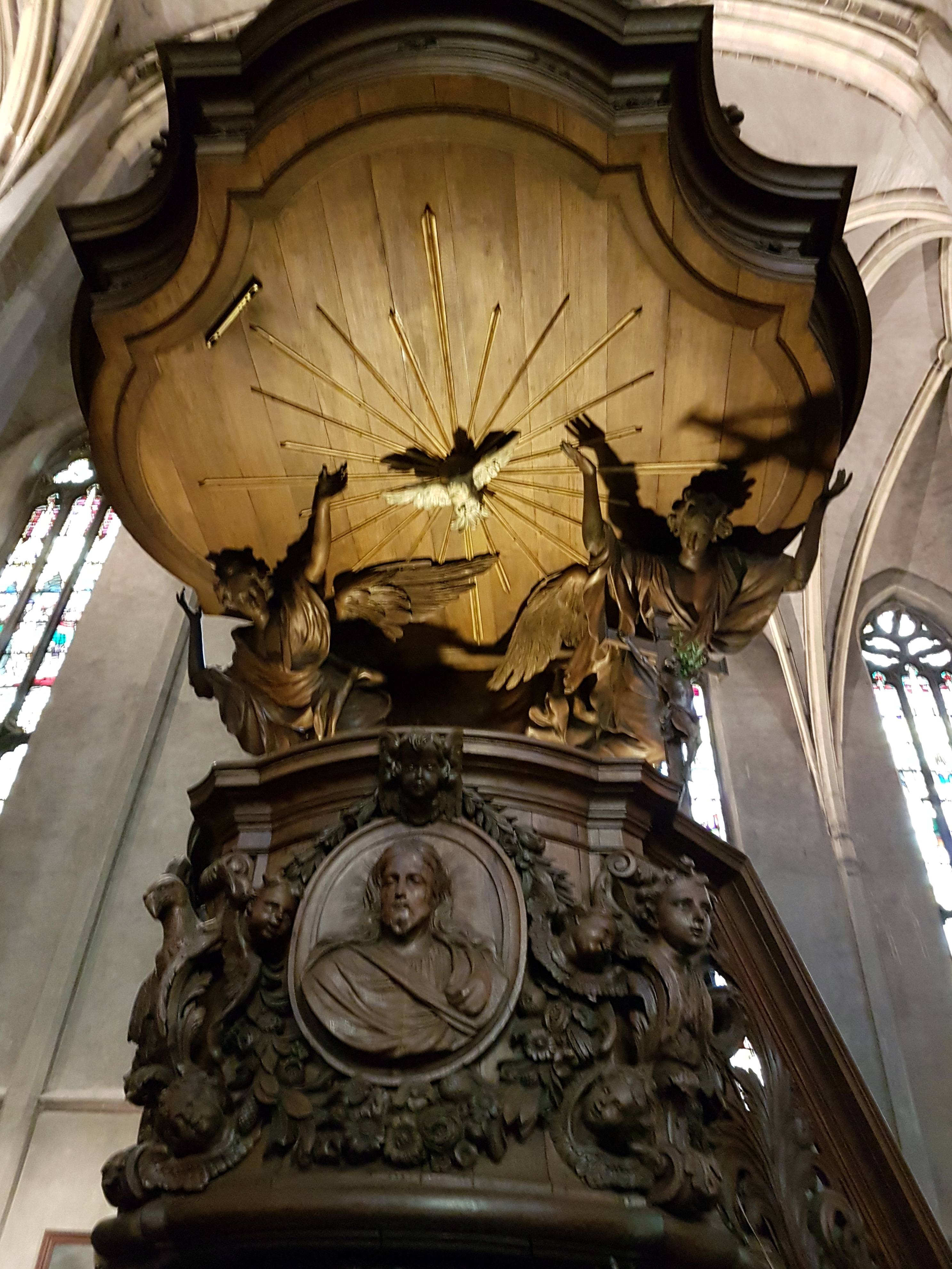
Kuip en klankbord

### Altaren en reliekschrijn

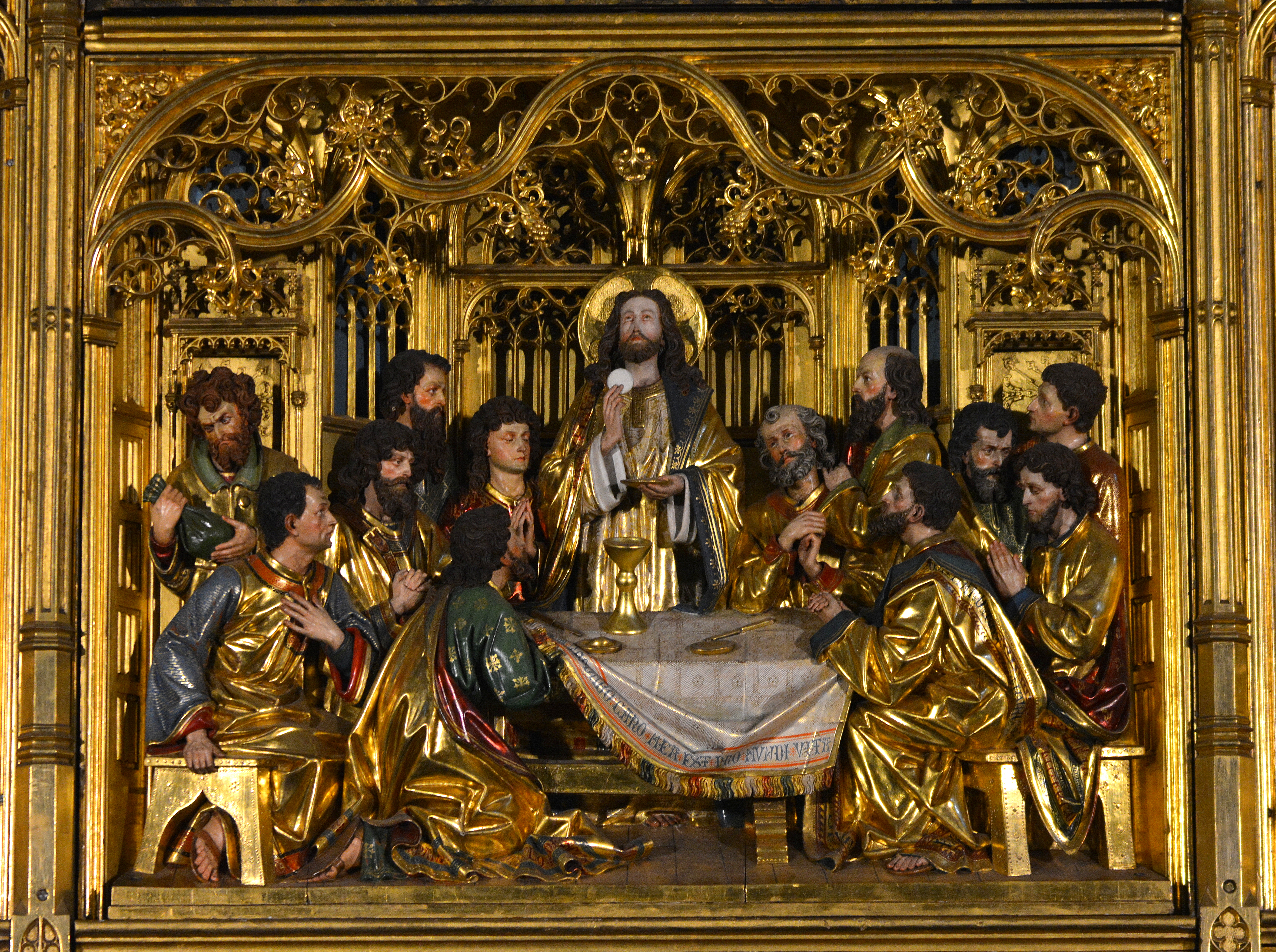
Detail hoofdaltaar met Laatste Avondmaal

De kerk herbergt diverse altaren. Het neogotisch hoofdaltaar met een gebeeldhouwd driedelig retabel is omstreeks 1898 ontworpen door Joseph Windhausen, afkomstig uit een Roermondse familie van kunstenaars, die van 1892 tot 1902 kapelaan was van de Sint-Martinusparochie. De uitvoering van het houtsnijwerk was in handen van het Atelier F. Langenberg uit Goch. Delen van het altaar zijn gesigneerd: "Ferd. Langenberg, sculpsit - H. Lamers pinxit - Car. Marres, decano juvante - Jos Winhausen vic. invenit - Jan Bormans secutus". Op het gebeeldhouwde middendeel en de binnenzijden van het binnenste stel zijluiken zijn scènes uit het passieverhaal afgebeeld. Op de binnenzijden van het buitenste stel zijluiken en de buitenzijden van de binnenste luiken zijn de annunciatie, de geboorte van Jezus, de aanbidding der koningen en de kroning van Maria geschilderd. De schilderingen op de buitenzijden van de buitenste luiken stellen de heiligen Petrus, Martinus van Tours, Carolus Borromeus en Paulus voor. Op de predella ten slotte, zijn Christus als Pantocrator en de vier evangelisten afgebeeld. In 1901 werd het altaar ingezegend.
Het glazen volksaltaar bevat een modern reliekschrijn met relikwieën van Sint-Martinus (Louis Dusée, 1963). Het zijaltaar in de noordelijke zijbeuk is samengesteld uit verschillende delen: de marmeren altaartafel en het koperen tabernakel zijn modern; het houtsnijwerk van de retabels is waarschijnlijk barok. Het zijaltaar in de zuidelijke zijbeuk is eveneens een combinatie van oud en nieuw. Het altaar zelf is in 1958 vervaardigd door Edelsmidse Brom in Utrecht. Het bestaat uit een hardstenen altaartafel, rustend op acht zuiltjes, met daarop een groot, rechthoekig smeedwerk van bladeren en bloesem. De zestien bloemen bevatten titels van Maria. De in het gebladerte opgenomen Pietà is 16e-eeuws.

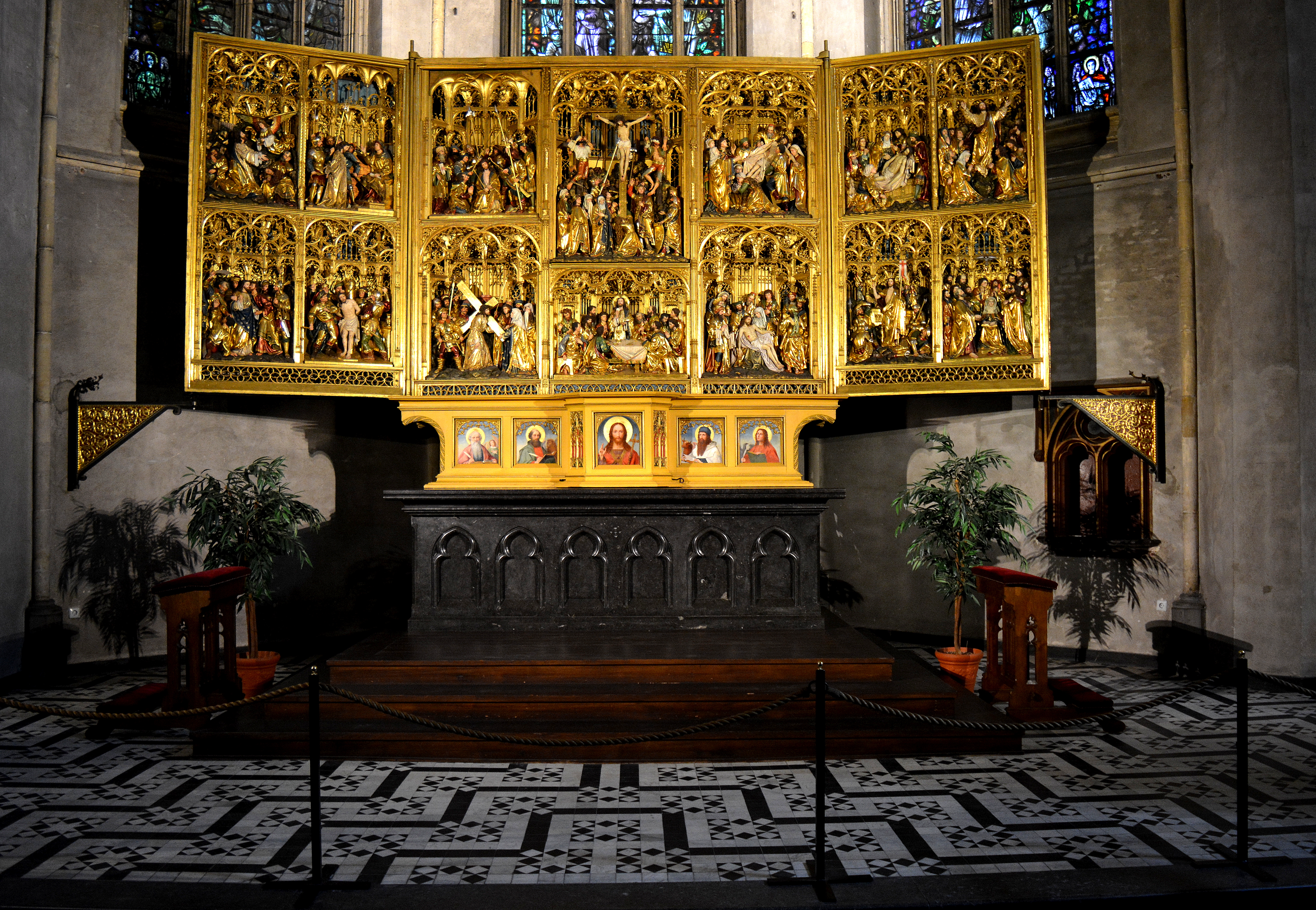
Neogotisch hoofdaltaar
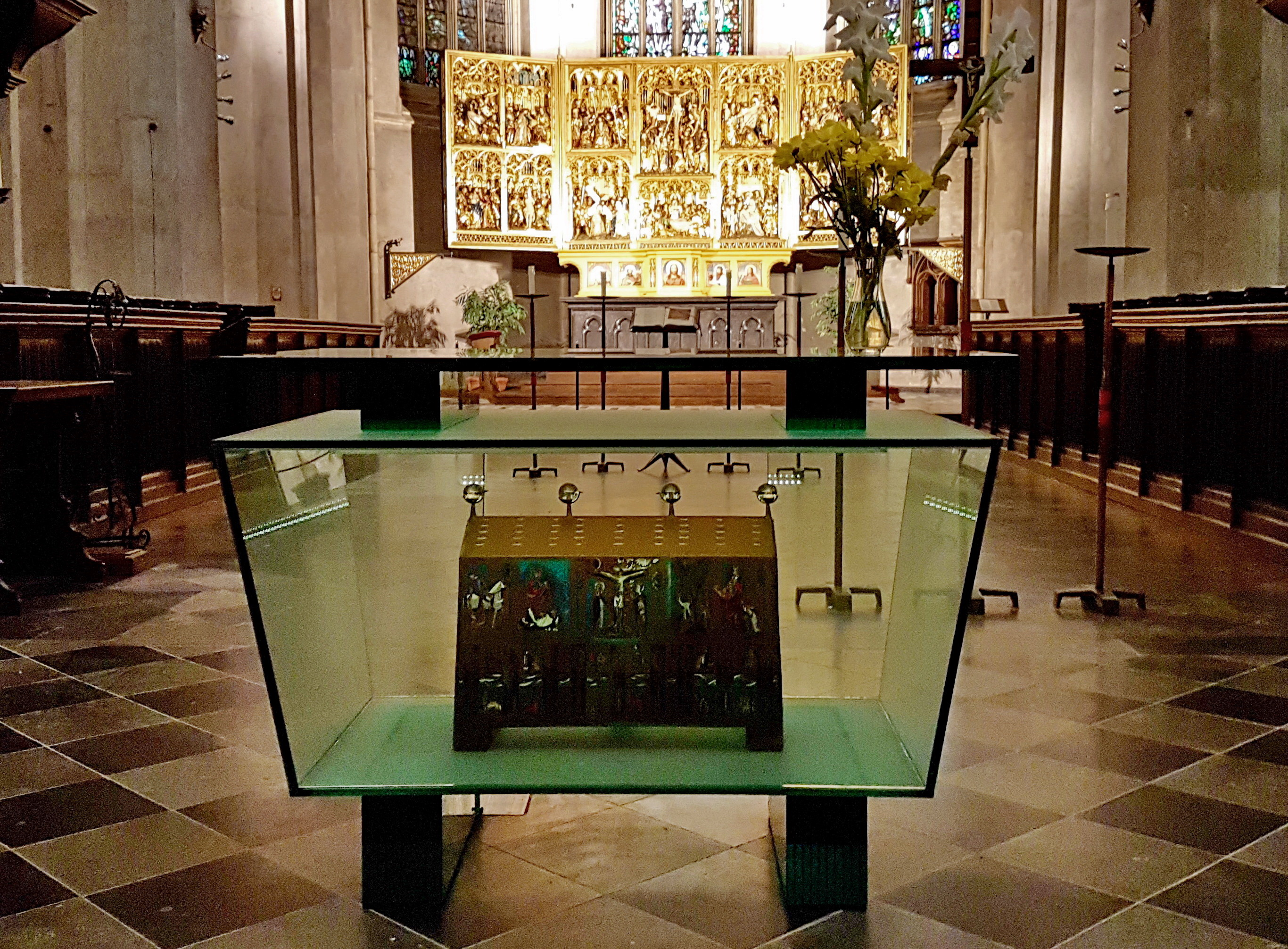
Volksaltaar met reliekschrijn
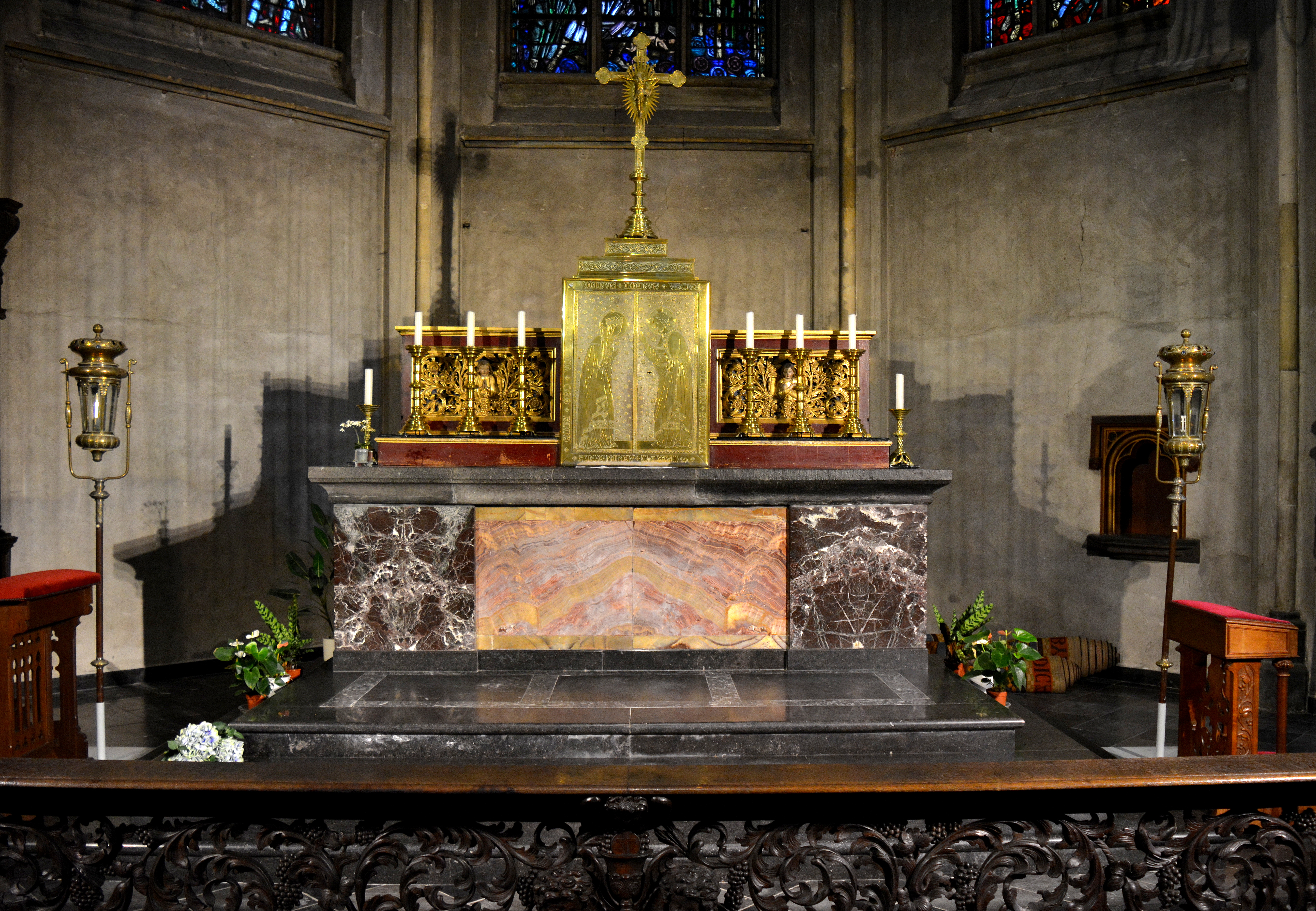
Zijaltaar noordbeuk
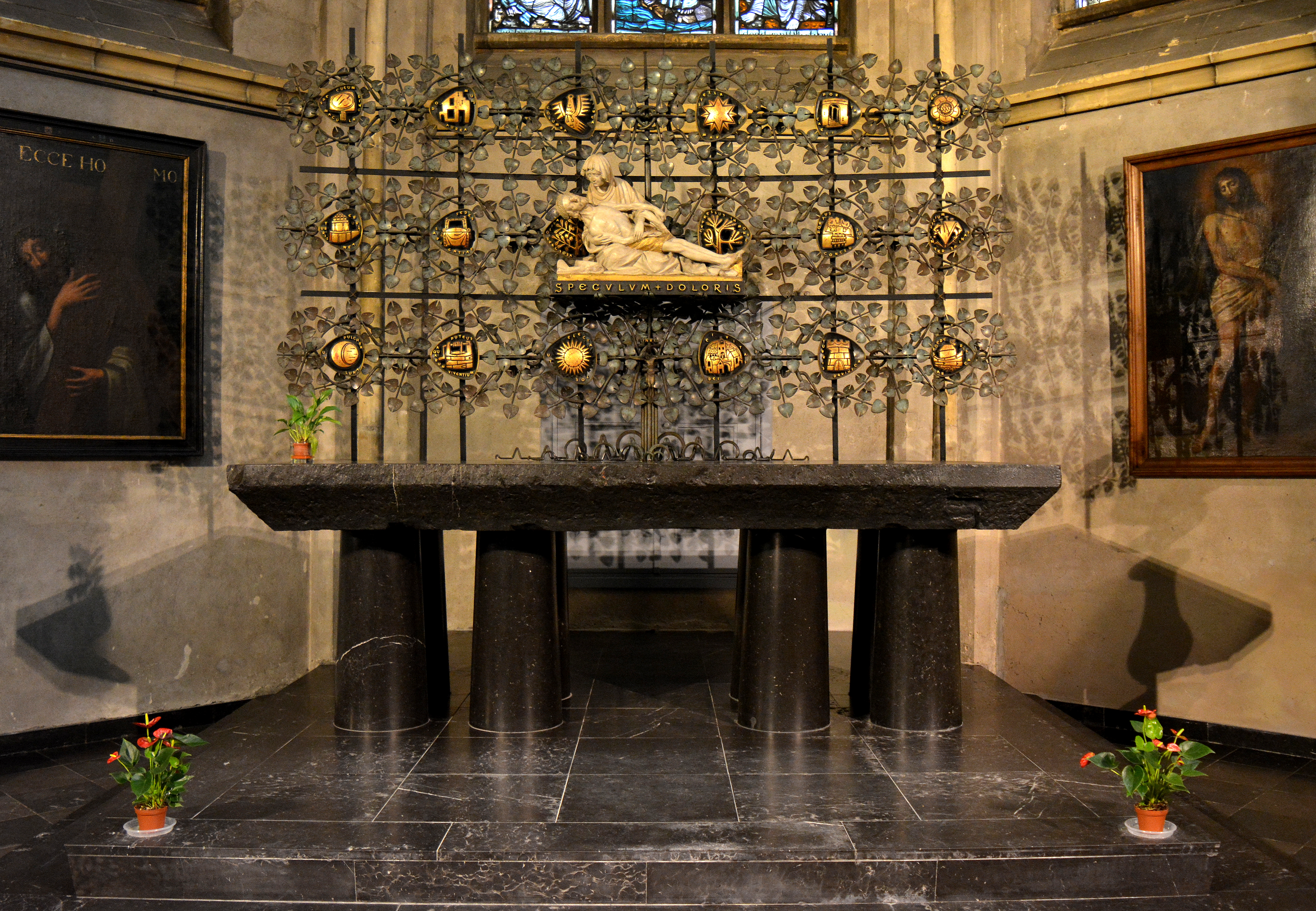
Zijaltaar zuidbeuk met Pietà

### Orgel

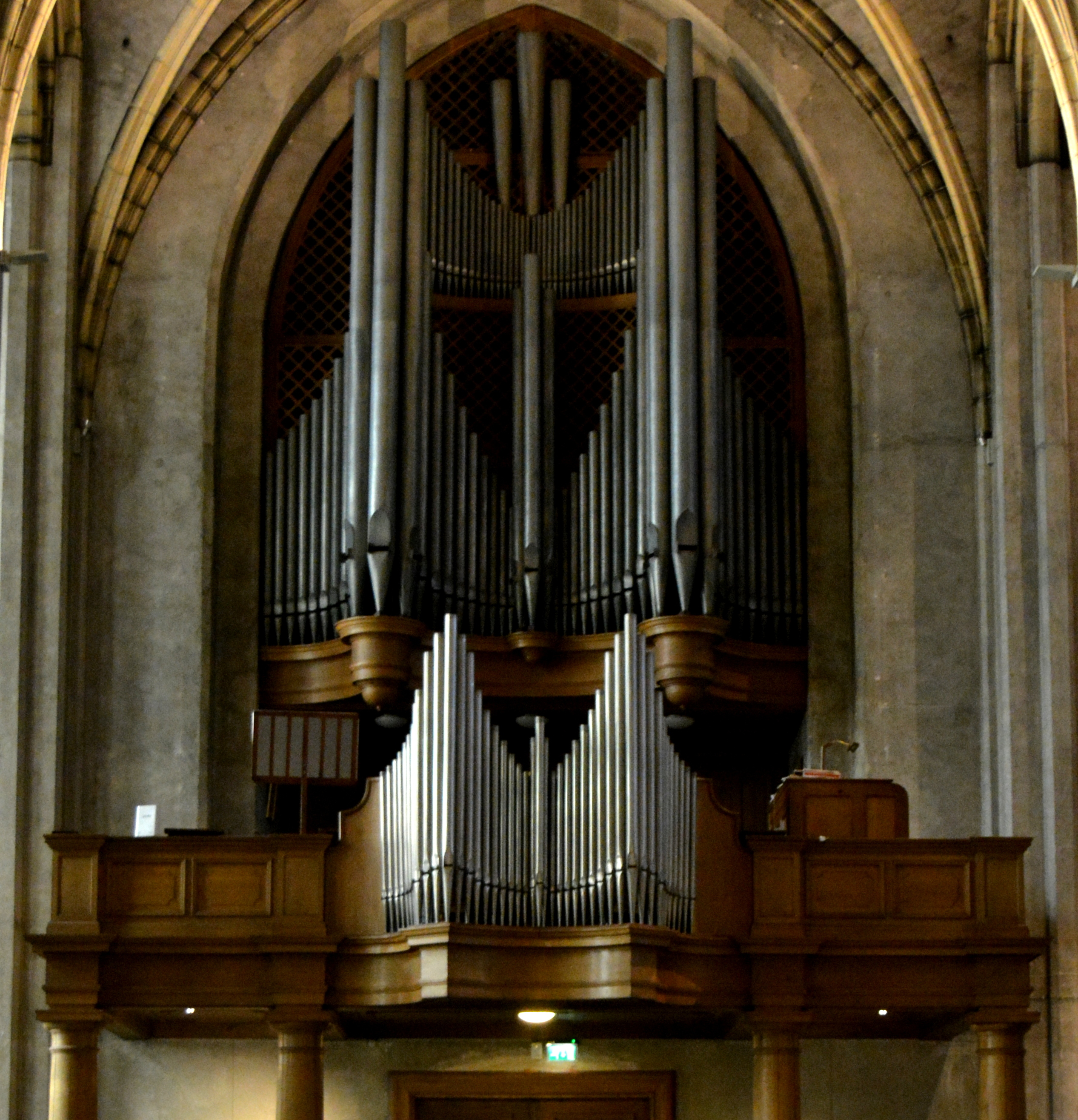
Verschueren-orgel op orgeltribune

Het pijporgel uit 1952 is van Verschueren Orgelbouw uit Heythuysen. Het rust op een neoclassicistisch vormgegeven oksaal tegen de westwand van het middenschip. Een deel van de orgelpijpen is geplaatst in een nis, die feitelijk bij de kerktoren hoort. De dispositie van het driemanuaals orgel is als volgt:
| I Hoofdwerk C–g3 |               |       |
| 1.               | Bourdon       | 16′   |
| 2.               | Prestant      | 08′   |
| 3.               | Salicionaal   | 08′   |
| 4.               | Roerfluit     | 08′   |
| 5.               | Octaaf        | 04′   |
| 6.               | Gemshoorn     | 04′   |
| 7.               | Kwint         | 02⁄3′ |
| 8.               | Superoctaaf   | 02′   |
| 9.               | Mixtuur IV–VI |       |
| 10.              | Scherp IV–VI  |       |
| 11.              | Cornet III–V  |       |
| 12.              | Trompet       | 08′   |
| 13.              | Klaroen       | 04′   |

| II Rugpositief C–g3 |                 |     |
| 14.                 | Bourdon         | 08′ |
| 15.                 | Kwintadeen      | 08′ |
| 16.                 | Prestant        | 04′ |
| 17.                 | Roerfluit       | 04′ |
| 18.                 | Doublette       | 02′ |
| 19.                 | Sifflet         | 01′ |
| 20.                 | Sesquialter II0 |     |
| 21.                 | Cimbel III      |     |
| 22.                 | Kromhoorn       | 08′ |
| 23.                 | Regaal          | 04′ |

| III Zwelwerk C–g3 |                |        |
| 24.               | Kwintadeen     | 16′    |
| 25.               | Prestant       | 08′    |
| 26.               | Openfluit      | 08′    |
| 27.               | Holpijp        | 08′    |
| 28.               | Zing. Prest    | 04′    |
| 29.               | Koppelfluit    | 04′    |
| 30.               | Nazard         | 02⁄3′  |
| 31.               | Nachthoorn     | 02′    |
| 32.               | S. Kwint       | 01⁄3′  |
| 33.               | Terts          | 013⁄5′ |
| 34.               | Mixtuur III-IV |        |
| 35.               | Dulciaan       | 16′    |
| 36.               | Trompet Harm.0 | 08′    |

| Pedaal C–f1 |               |        |
| 37.         | Contrabas     | 16′    |
| 38.         | Subbas        | 16′    |
| 39.         | Zachtbas      | 16′    |
| 40.         | Octaafbas     | 08′    |
| 41.         | Gedektfluit 0 | 08′    |
| 42.         | Kwintbas      | 051⁄3′ |
| 43.         | Prestant      | 04′    |
| 44.         | Zachtfluit    | 04′    |
| 45.         | Mixtuur IV    |        |
| 46.         | Bazuin        | 16′    |
| 47.         | Trompet       | 08′    |
| 48.         | Klaroen       | 04′    |
| 49.         | Zink          | 02′    |

### Kerkelijke archieven
De Sint-Martinuskerk was eeuwenlang de enige parochiekerk van Venlo. Haar doop- en trouwarchief (vanaf 1615) en haar overlijdensarchief (vanaf 1684) zijn bewaard gebleven en in te zien in het gemeentearchief van Venlo. Ze vormen een belangrijke bron voor de bestudering van de geschiedenis van Venlo.